# 2013-as férfi kosárlabda-Európa-bajnokság
A 2013-as férfi kosárlabda-Európa-bajnokságot 2013. szeptember 4. és szeptember 22. között rendezték Szlovéniában. Ez volt a 38. férfi kosárlabda-Európa-bajnokság. A mérkőzéseknek öt helyszín adott otthont. A tornát Franciaország nyerte, története során először.

## Helyszínek
A mérkőzéseket négy város öt stadionjában játszották.
| Ljubljana                      | Jesenice        | Koper          | Ljubljana      | Celje          |
| ------------------------------ | --------------- | -------------- | -------------- | -------------- |
| Arena Stožice                  | Podmežakla Hall | Bonifika Hall  | Tivoli Hall    | Zlatorog Arena |
| Férőhely: 12 480               | Férőhely: 5500  | Férőhely: 4500 | Férőhely: 6000 | Férőhely: 5150 |
| Ljubljana Jesenice Koper Celje |                 |                |                |                |

## Résztvevők
| Kvalifikáció módja                                                           | Dátum                                           | Kvóta | Csapat |
| ---------------------------------------------------------------------------- | ----------------------------------------------- | ----- | --- |
| Rendező                                                                      | 2010. december 5.                               | 1     | Szlovénia |
| A 2012-es nyári olimpia és a 2012-es nyári olimpia selejtezőjének résztvevői | 2012. július 28–augusztus 12. 2012. július 2–8. | 7     | Franciaország · Nagy-Britannia · Görögország · Litvánia · Macedónia · Oroszország · Spanyolország |
| Selejtezőből                                                                 | 2012. augusztus 14–szeptember 11.               | 16    | Belgium · Bosznia-Hercegovina · Horvátország · Csehország · Finnország · Grúzia · Németország · Izrael · Olaszország · Lettország · Montenegró · Lengyelország · Szerbia · Svédország · Törökország · Ukrajna |

## Lebonyolítás

A 2013-as férfi kosárlabda-Európa-bajnokság résztvevői.

A 24 csapatot 4 darab, 6 csapatos csoportba sorsolták. A csoportokban körmérkőzések döntötték el a csoportok végeredményét. A csoportokból az első három helyezett jutott tovább a középdöntőbe, a negyedik, ötödik és hatodik helyezettek kiestek. A középdöntőben a továbbjutott csapatok újabb csoportokat alkottak, minden csoportból egy-egy csapat került azonos csoportba. A középdöntő csoportjaiban újabb körmérkőzéseket játszottak. A két középdöntő csoportból az első négy helyezett jutott a negyeddöntőbe, az ötödik és hatodik helyezettek kiestek. A negyeddöntőtől egyenes kieséses rendszerben folytatódott a torna.

## Csoportkör
| Jelmagyarázat                                               |
| ----------------------------------------------------------- |
| A csoportok első három helyezettje bejutott a középdöntőbe. |
| A csoportok negyedik, ötödik, hatodik helyezettjei kiestek. |

### A csoport
| Csapat         | M | Gy | V | P+  | P–  | Gk  | P |
| -------------- | - | -- | - | --- | --- | --- | - |
| Franciaország  | 5 | 4  | 1 | 403 | 344 | +59 | 9 |
| Ukrajna        | 5 | 4  | 1 | 378 | 352 | +26 | 9 |
| Belgium        | 5 | 2  | 3 | 344 | 371 | −27 | 7 |
| Nagy-Britannia | 5 | 2  | 3 | 360 | 396 | −36 | 7 |
| Németország    | 5 | 2  | 3 | 390 | 396 | −6  | 7 |
| Izrael         | 5 | 1  | 4 | 364 | 380 | −16 | 6 |

| 2013. szeptember 4. 14:30 | Izrael                                        | 71–75 (h. u.) | Nagy-Britannia | Tivoli Hall, Ljubljana Nézőszám: 750 Játékvezetők: Sreten Radović (CRO), Marek Ćmikiewicz (POL), David Berekashvili (GEO) |
| 2013. szeptember 4. 14:30 | (17–22, 13–13, 22–13, 14–19, 5–9) Jegyzőkönyv |               |                | Tivoli Hall, Ljubljana Nézőszám: 750 Játékvezetők: Sreten Radović (CRO), Marek Ćmikiewicz (POL), David Berekashvili (GEO) |
| 2013. szeptember 4. 14:30 | Nissim 17                                     | Pont          | Johnson 22     | Tivoli Hall, Ljubljana Nézőszám: 750 Játékvezetők: Sreten Radović (CRO), Marek Ćmikiewicz (POL), David Berekashvili (GEO) |
| 2013. szeptember 4. 14:30 | Eliyahu 14                                    | Lepattanó     | Achara 13      | Tivoli Hall, Ljubljana Nézőszám: 750 Játékvezetők: Sreten Radović (CRO), Marek Ćmikiewicz (POL), David Berekashvili (GEO) |
| 2013. szeptember 4. 14:30 | Ohayon 7                                      | Gólpassz      | Sullivan 2     | Tivoli Hall, Ljubljana Nézőszám: 750 Játékvezetők: Sreten Radović (CRO), Marek Ćmikiewicz (POL), David Berekashvili (GEO) |

| 2013. szeptember 4. 17:45 | Belgium                                 | 57–58     | Ukrajna    | Tivoli Hall, Ljubljana Nézőszám: 740 Játékvezetők: Christos Christodoulou (GRE), Vicente Bulto (ESP), Sergey Krug (RUS) |
| 2013. szeptember 4. 17:45 | (12–11, 24–15, 12–14, 9–18) Jegyzőkönyv |           |            | Tivoli Hall, Ljubljana Nézőszám: 740 Játékvezetők: Christos Christodoulou (GRE), Vicente Bulto (ESP), Sergey Krug (RUS) |
| 2013. szeptember 4. 17:45 | Beghin 14                               | Pont      | Zaytsev 16 | Tivoli Hall, Ljubljana Nézőszám: 740 Játékvezetők: Christos Christodoulou (GRE), Vicente Bulto (ESP), Sergey Krug (RUS) |
| 2013. szeptember 4. 17:45 | Hervelle 9                              | Lepattanó | Gladyr 7   | Tivoli Hall, Ljubljana Nézőszám: 740 Játékvezetők: Christos Christodoulou (GRE), Vicente Bulto (ESP), Sergey Krug (RUS) |
| 2013. szeptember 4. 17:45 | Tabu 4                                  | Gólpassz  | Mishula 4  | Tivoli Hall, Ljubljana Nézőszám: 740 Játékvezetők: Christos Christodoulou (GRE), Vicente Bulto (ESP), Sergey Krug (RUS) |

| 2013. szeptember 4. 21:00 | Franciaország                            | 74–80     | Németország     | Tivoli Hall, Ljubljana Nézőszám: 2400 Játékvezetők: Luigi Lamonica (ITA), Damir Javor (SLO), Rüştü Nuran (TUR) |
| 2013. szeptember 4. 21:00 | (14–27, 25–16, 17–14, 18–23) Jegyzőkönyv |           |                 | Tivoli Hall, Ljubljana Nézőszám: 2400 Játékvezetők: Luigi Lamonica (ITA), Damir Javor (SLO), Rüştü Nuran (TUR) |
| 2013. szeptember 4. 21:00 | Parker 18                                | Pont      | Benzing 19      | Tivoli Hall, Ljubljana Nézőszám: 2400 Játékvezetők: Luigi Lamonica (ITA), Damir Javor (SLO), Rüştü Nuran (TUR) |
| 2013. szeptember 4. 21:00 | Batum 5                                  | Lepattanó | Pleiß 7         | Tivoli Hall, Ljubljana Nézőszám: 2400 Játékvezetők: Luigi Lamonica (ITA), Damir Javor (SLO), Rüştü Nuran (TUR) |
| 2013. szeptember 4. 21:00 | Batum, Diaw 5                            | Gólpassz  | Schaffartzik 11 | Tivoli Hall, Ljubljana Nézőszám: 2400 Játékvezetők: Luigi Lamonica (ITA), Damir Javor (SLO), Rüştü Nuran (TUR) |

| 2013. szeptember 5. 14:30 | Ukrajna                                  | 74–67     | Izrael     | Tivoli Hall, Ljubljana Nézőszám: 790 Játékvezetők: Christos Christodoulou (GRE), Damir Javor (SLO), David Berekashvili (GEO) |
| 2013. szeptember 5. 14:30 | (19–13, 16–13, 18–20, 21–21) Jegyzőkönyv |           |            | Tivoli Hall, Ljubljana Nézőszám: 790 Játékvezetők: Christos Christodoulou (GRE), Damir Javor (SLO), David Berekashvili (GEO) |
| 2013. szeptember 5. 14:30 | Gladyr 17                                | Pont      | Nissim 12  | Tivoli Hall, Ljubljana Nézőszám: 790 Játékvezetők: Christos Christodoulou (GRE), Damir Javor (SLO), David Berekashvili (GEO) |
| 2013. szeptember 5. 14:30 | Kravtsov 8                               | Lepattanó | Eliyahu 5  | Tivoli Hall, Ljubljana Nézőszám: 790 Játékvezetők: Christos Christodoulou (GRE), Damir Javor (SLO), David Berekashvili (GEO) |
| 2013. szeptember 5. 14:30 | Mishula 5                                | Gólpassz  | Halperin 4 | Tivoli Hall, Ljubljana Nézőszám: 790 Játékvezetők: Christos Christodoulou (GRE), Damir Javor (SLO), David Berekashvili (GEO) |

| 2013. szeptember 5. 17:45 | Németország                                     | 73–77 (h. u.) | Belgium         | Tivoli Hall, Ljubljana Nézőszám: 1460 Játékvezetők: Sreten Radović (CRO), Vicente Bulto (ESP), Rüştü Nuran (TUR) |
| 2013. szeptember 5. 17:45 | (16–14, 10–21, 15–13, 22–15, 10–14) Jegyzőkönyv |               |                 | Tivoli Hall, Ljubljana Nézőszám: 1460 Játékvezetők: Sreten Radović (CRO), Vicente Bulto (ESP), Rüştü Nuran (TUR) |
| 2013. szeptember 5. 17:45 | Benzing 24                                      | Pont          | Massot, Tabu 15 | Tivoli Hall, Ljubljana Nézőszám: 1460 Játékvezetők: Sreten Radović (CRO), Vicente Bulto (ESP), Rüştü Nuran (TUR) |
| 2013. szeptember 5. 17:45 | Pleiß 9                                         | Lepattanó     | Hervelle 9      | Tivoli Hall, Ljubljana Nézőszám: 1460 Játékvezetők: Sreten Radović (CRO), Vicente Bulto (ESP), Rüştü Nuran (TUR) |
| 2013. szeptember 5. 17:45 | Schaffartzik 7                                  | Gólpassz      | Tabu 5          | Tivoli Hall, Ljubljana Nézőszám: 1460 Játékvezetők: Sreten Radović (CRO), Vicente Bulto (ESP), Rüştü Nuran (TUR) |

| 2013. szeptember 5. 21:00 | Nagy-Britannia                           | 65–88     | Franciaország | Tivoli Hall, Ljubljana Nézőszám: 1200 Játékvezetők: Luigi Lamonica (ITA), Petri Mäntylä (FIN), Sergey Krug (RUS) |
| 2013. szeptember 5. 21:00 | (14–26, 23–19, 11–26, 17–17) Jegyzőkönyv |           |               | Tivoli Hall, Ljubljana Nézőszám: 1200 Játékvezetők: Luigi Lamonica (ITA), Petri Mäntylä (FIN), Sergey Krug (RUS) |
| 2013. szeptember 5. 21:00 | Clark 16                                 | Pont      | Batum 17      | Tivoli Hall, Ljubljana Nézőszám: 1200 Játékvezetők: Luigi Lamonica (ITA), Petri Mäntylä (FIN), Sergey Krug (RUS) |
| 2013. szeptember 5. 21:00 | Hesson 7                                 | Lepattanó | Ajinça 11     | Tivoli Hall, Ljubljana Nézőszám: 1200 Játékvezetők: Luigi Lamonica (ITA), Petri Mäntylä (FIN), Sergey Krug (RUS) |
| 2013. szeptember 5. 21:00 | Van Oostrum 3                            | Gólpassz  | Parker 5      | Tivoli Hall, Ljubljana Nézőszám: 1200 Játékvezetők: Luigi Lamonica (ITA), Petri Mäntylä (FIN), Sergey Krug (RUS) |

| 2013. szeptember 6. 14:30 | Németország                              | 83–88     | Ukrajna   | Tivoli Hall, Ljubljana Nézőszám: 1580 Játékvezetők: Sreten Radović (CRO), Petri Mäntylä (FIN), David Berekashvili (GEO) |
| 2013. szeptember 6. 14:30 | (16–15, 14–24, 27–25, 26–24) Jegyzőkönyv |           |           | Tivoli Hall, Ljubljana Nézőszám: 1580 Játékvezetők: Sreten Radović (CRO), Petri Mäntylä (FIN), David Berekashvili (GEO) |
| 2013. szeptember 6. 14:30 | Schaffartzik 22                          | Pont      | Gladyr 25 | Tivoli Hall, Ljubljana Nézőszám: 1580 Játékvezetők: Sreten Radović (CRO), Petri Mäntylä (FIN), David Berekashvili (GEO) |
| 2013. szeptember 6. 14:30 | Pleiß 11                                 | Lepattanó | Zaytsev 7 | Tivoli Hall, Ljubljana Nézőszám: 1580 Játékvezetők: Sreten Radović (CRO), Petri Mäntylä (FIN), David Berekashvili (GEO) |
| 2013. szeptember 6. 14:30 | Schaffartzik 11                          | Gólpassz  | Jeter 6   | Tivoli Hall, Ljubljana Nézőszám: 1580 Játékvezetők: Sreten Radović (CRO), Petri Mäntylä (FIN), David Berekashvili (GEO) |

| 2013. szeptember 6. 17:45 | Belgium                                  | 76–71     | Nagy-Britannia | Tivoli Hall, Ljubljana Nézőszám: 1300 Játékvezetők: Luigi Lamonica (ITA), Damir Javor (SLO), Sergey Krug (RUS) |
| 2013. szeptember 6. 17:45 | (23–19, 10–19, 22–17, 21–16) Jegyzőkönyv |           |                | Tivoli Hall, Ljubljana Nézőszám: 1300 Játékvezetők: Luigi Lamonica (ITA), Damir Javor (SLO), Sergey Krug (RUS) |
| 2013. szeptember 6. 17:45 | Massot 15                                | Pont      | Clark 19       | Tivoli Hall, Ljubljana Nézőszám: 1300 Játékvezetők: Luigi Lamonica (ITA), Damir Javor (SLO), Sergey Krug (RUS) |
| 2013. szeptember 6. 17:45 | Hervelle 10                              | Lepattanó | Clark 9        | Tivoli Hall, Ljubljana Nézőszám: 1300 Játékvezetők: Luigi Lamonica (ITA), Damir Javor (SLO), Sergey Krug (RUS) |
| 2013. szeptember 6. 17:45 | Van Rossom 5                             | Gólpassz  | Van Oostrum 2  | Tivoli Hall, Ljubljana Nézőszám: 1300 Játékvezetők: Luigi Lamonica (ITA), Damir Javor (SLO), Sergey Krug (RUS) |

| 2013. szeptember 6. 21:00 | Franciaország                            | 82–63     | Izrael             | Tivoli Hall, Ljubljana Nézőszám: 1990 Játékvezetők: Christos Christodoulou (GRE), Vicente Bulto (ESP), Marek Cmkiewicz (POL) |
| 2013. szeptember 6. 21:00 | (20–14, 18–15, 27–14, 17–20) Jegyzőkönyv |           |                    | Tivoli Hall, Ljubljana Nézőszám: 1990 Játékvezetők: Christos Christodoulou (GRE), Vicente Bulto (ESP), Marek Cmkiewicz (POL) |
| 2013. szeptember 6. 21:00 | Ajinça 13                                | Pont      | Eliyahu, Casspi 14 | Tivoli Hall, Ljubljana Nézőszám: 1990 Játékvezetők: Christos Christodoulou (GRE), Vicente Bulto (ESP), Marek Cmkiewicz (POL) |
| 2013. szeptember 6. 21:00 | Ajinça 6                                 | Lepattanó | Eliyahu 5          | Tivoli Hall, Ljubljana Nézőszám: 1990 Játékvezetők: Christos Christodoulou (GRE), Vicente Bulto (ESP), Marek Cmkiewicz (POL) |
| 2013. szeptember 6. 21:00 | Parker 7                                 | Gólpassz  | Ohayon 4           | Tivoli Hall, Ljubljana Nézőszám: 1990 Játékvezetők: Christos Christodoulou (GRE), Vicente Bulto (ESP), Marek Cmkiewicz (POL) |

| 2013. szeptember 8. 14:30 | Nagy-Britannia                           | 81–74     | Németország | Tivoli Hall, Ljubljana Nézőszám: 1620 Játékvezetők: Christos Christodoulou (GRE), Petri Mäntylä (FIN), Marek Cmikiewicz (POL) |
| 2013. szeptember 8. 14:30 | (16–23, 26–15, 17–18, 22–18) Jegyzőkönyv |           |             | Tivoli Hall, Ljubljana Nézőszám: 1620 Játékvezetők: Christos Christodoulou (GRE), Petri Mäntylä (FIN), Marek Cmikiewicz (POL) |
| 2013. szeptember 8. 14:30 | Lawrence 23                              | Pont      | Pleiß 20    | Tivoli Hall, Ljubljana Nézőszám: 1620 Játékvezetők: Christos Christodoulou (GRE), Petri Mäntylä (FIN), Marek Cmikiewicz (POL) |
| 2013. szeptember 8. 14:30 | Hesson 11                                | Lepattanó | Pleiß 14    | Tivoli Hall, Ljubljana Nézőszám: 1620 Játékvezetők: Christos Christodoulou (GRE), Petri Mäntylä (FIN), Marek Cmikiewicz (POL) |
| 2013. szeptember 8. 14:30 | négy játékos 2                           | Gólpassz  | Pleiß 3     | Tivoli Hall, Ljubljana Nézőszám: 1620 Játékvezetők: Christos Christodoulou (GRE), Petri Mäntylä (FIN), Marek Cmikiewicz (POL) |

| 2013. szeptember 8. 17:45 | Ukrajna                                  | 71–77     | Franciaország   | Tivoli Hall, Ljubljana Nézőszám: 2200 Játékvezetők: Luigi Lamonica (ITA), Vicente Bulto (ESP), Sergey Krug (RUS) |
| 2013. szeptember 8. 17:45 | (16–14, 20–21, 15–16, 20–26) Jegyzőkönyv |           |                 | Tivoli Hall, Ljubljana Nézőszám: 2200 Játékvezetők: Luigi Lamonica (ITA), Vicente Bulto (ESP), Sergey Krug (RUS) |
| 2013. szeptember 8. 17:45 | Jeter 20                                 | Pont      | Parker 28       | Tivoli Hall, Ljubljana Nézőszám: 2200 Játékvezetők: Luigi Lamonica (ITA), Vicente Bulto (ESP), Sergey Krug (RUS) |
| 2013. szeptember 8. 17:45 | Natyazhko 10                             | Lepattanó | Ajinça 11       | Tivoli Hall, Ljubljana Nézőszám: 2200 Játékvezetők: Luigi Lamonica (ITA), Vicente Bulto (ESP), Sergey Krug (RUS) |
| 2013. szeptember 8. 17:45 | három játékos 2                          | Gólpassz  | Batum, Parker 2 | Tivoli Hall, Ljubljana Nézőszám: 2200 Játékvezetők: Luigi Lamonica (ITA), Vicente Bulto (ESP), Sergey Krug (RUS) |

| 2013. szeptember 8. 21:00 | Izrael                                   | 87–69     | Belgium      | Tivoli Hall, Ljubljana Nézőszám: 1010 Játékvezetők: Sreten Radović (CRO), Damir Javor (SLO), Rüştü Nuran (TUR) |
| 2013. szeptember 8. 21:00 | (19–15, 22–18, 32–13, 14–23) Jegyzőkönyv |           |              | Tivoli Hall, Ljubljana Nézőszám: 1010 Játékvezetők: Sreten Radović (CRO), Damir Javor (SLO), Rüştü Nuran (TUR) |
| 2013. szeptember 8. 21:00 | Nissim 23                                | Pont      | De Zeeuw 14  | Tivoli Hall, Ljubljana Nézőszám: 1010 Játékvezetők: Sreten Radović (CRO), Damir Javor (SLO), Rüştü Nuran (TUR) |
| 2013. szeptember 8. 21:00 | Ohayon 7                                 | Lepattanó | Hervelle 7   | Tivoli Hall, Ljubljana Nézőszám: 1010 Játékvezetők: Sreten Radović (CRO), Damir Javor (SLO), Rüştü Nuran (TUR) |
| 2013. szeptember 8. 21:00 | Eliyahu 6                                | Gólpassz  | Van Rossom 5 | Tivoli Hall, Ljubljana Nézőszám: 1010 Játékvezetők: Sreten Radović (CRO), Damir Javor (SLO), Rüştü Nuran (TUR) |

| 2013. szeptember 9. 14:30 | Nagy-Britannia                           | 68–87     | Ukrajna               | Tivoli Hall, Ljubljana Nézőszám: 1780 Játékvezetők: Christos Christodoulou (GRE), Damir Javor (SLO), Rüştü Nuran (TUR) |
| 2013. szeptember 9. 14:30 | (18–21, 13–27, 20–22, 17–17) Jegyzőkönyv |           |                       | Tivoli Hall, Ljubljana Nézőszám: 1780 Játékvezetők: Christos Christodoulou (GRE), Damir Javor (SLO), Rüştü Nuran (TUR) |
| 2013. szeptember 9. 14:30 | Achara, Van Oostrum 12                   | Pont      | Natyazhko, Zaytsev 11 | Tivoli Hall, Ljubljana Nézőszám: 1780 Játékvezetők: Christos Christodoulou (GRE), Damir Javor (SLO), Rüştü Nuran (TUR) |
| 2013. szeptember 9. 14:30 | Clark 6                                  | Lepattanó | Gladyr 7              | Tivoli Hall, Ljubljana Nézőszám: 1780 Játékvezetők: Christos Christodoulou (GRE), Damir Javor (SLO), Rüştü Nuran (TUR) |
| 2013. szeptember 9. 14:30 | Van Oostrum 4                            | Gólpassz  | Gladyr, Jeter 4       | Tivoli Hall, Ljubljana Nézőszám: 1780 Játékvezetők: Christos Christodoulou (GRE), Damir Javor (SLO), Rüştü Nuran (TUR) |

| 2013. szeptember 9. 17:45 | Németország                              | 80–76     | Izrael             | Tivoli Hall, Ljubljana Nézőszám: 2940 Játékvezetők: Luigi Lamonica (ITA), Vicente Bulto (ESP), Petri Mäntylä (FIN) |
| 2013. szeptember 9. 17:45 | (12–20, 19–10, 22–19, 27–27) Jegyzőkönyv |           |                    | Tivoli Hall, Ljubljana Nézőszám: 2940 Játékvezetők: Luigi Lamonica (ITA), Vicente Bulto (ESP), Petri Mäntylä (FIN) |
| 2013. szeptember 9. 17:45 | Günther, Staiger 15                      | Pont      | Casspi 22          | Tivoli Hall, Ljubljana Nézőszám: 2940 Játékvezetők: Luigi Lamonica (ITA), Vicente Bulto (ESP), Petri Mäntylä (FIN) |
| 2013. szeptember 9. 17:45 | Pleiß 14                                 | Lepattanó | Casspi 13          | Tivoli Hall, Ljubljana Nézőszám: 2940 Játékvezetők: Luigi Lamonica (ITA), Vicente Bulto (ESP), Petri Mäntylä (FIN) |
| 2013. szeptember 9. 17:45 | Schaffartzik 4                           | Gólpassz  | Ohayon, Halperin 4 | Tivoli Hall, Ljubljana Nézőszám: 2940 Játékvezetők: Luigi Lamonica (ITA), Vicente Bulto (ESP), Petri Mäntylä (FIN) |

| 2013. szeptember 9. 21:00 | Belgium                                 | 65–82     | Franciaország | Tivoli Hall, Ljubljana Nézőszám: 1500 Játékvezetők: Sreten Radović (CRO), Marek Cmikiewicz (POL), David Berekashvili (GEO) |
| 2013. szeptember 9. 21:00 | (30–19, 16–15, 9–32, 10–16) Jegyzőkönyv |           |               | Tivoli Hall, Ljubljana Nézőszám: 1500 Játékvezetők: Sreten Radović (CRO), Marek Cmikiewicz (POL), David Berekashvili (GEO) |
| 2013. szeptember 9. 21:00 | Hervelle 13                             | Pont      | Parker 20     | Tivoli Hall, Ljubljana Nézőszám: 1500 Játékvezetők: Sreten Radović (CRO), Marek Cmikiewicz (POL), David Berekashvili (GEO) |
| 2013. szeptember 9. 21:00 | Van Rossom 8                            | Lepattanó | Ajinça 7      | Tivoli Hall, Ljubljana Nézőszám: 1500 Játékvezetők: Sreten Radović (CRO), Marek Cmikiewicz (POL), David Berekashvili (GEO) |
| 2013. szeptember 9. 21:00 | Mukubu 4                                | Gólpassz  | Parker 6      | Tivoli Hall, Ljubljana Nézőszám: 1500 Játékvezetők: Sreten Radović (CRO), Marek Cmikiewicz (POL), David Berekashvili (GEO) |

### B csoport
| Csapat              | M | Gy | V | P+  | P–  | Gk  | P |
| ------------------- | - | -- | - | --- | --- | --- | - |
| Szerbia             | 5 | 3  | 2 | 371 | 366 | +5  | 8 |
| Lettország          | 5 | 3  | 2 | 365 | 360 | +5  | 8 |
| Litvánia            | 5 | 3  | 2 | 347 | 337 | +10 | 8 |
| Bosznia-Hercegovina | 5 | 3  | 2 | 358 | 359 | −1  | 8 |
| Montenegró          | 5 | 2  | 3 | 376 | 382 | −6  | 7 |
| Macedónia           | 5 | 1  | 4 | 356 | 369 | −13 | 6 |

| 2013. szeptember 4. 14:30 | Lettország                               | 86–75     | Bosznia-Hercegovina | Podmežakla Hall, Jesenice Nézőszám: 1620 Játékvezetők: Elias Koromilas (GRE), Robert Vyklický (CZE), Apostolos Kalpakas (SWE) |
| 2013. szeptember 4. 14:30 | (20–20, 23–13, 19–24, 24–18) Jegyzőkönyv |           |                     | Podmežakla Hall, Jesenice Nézőszám: 1620 Játékvezetők: Elias Koromilas (GRE), Robert Vyklický (CZE), Apostolos Kalpakas (SWE) |
| 2013. szeptember 4. 14:30 | Freimanis 24                             | Pont      | Đedović 19          | Podmežakla Hall, Jesenice Nézőszám: 1620 Játékvezetők: Elias Koromilas (GRE), Robert Vyklický (CZE), Apostolos Kalpakas (SWE) |
| 2013. szeptember 4. 14:30 | Blūms 6                                  | Lepattanó | Teletović, Wright 8 | Podmežakla Hall, Jesenice Nézőszám: 1620 Játékvezetők: Elias Koromilas (GRE), Robert Vyklický (CZE), Apostolos Kalpakas (SWE) |
| 2013. szeptember 4. 14:30 | Strēlnieks 9                             | Gólpassz  | Wright 2            | Podmežakla Hall, Jesenice Nézőszám: 1620 Játékvezetők: Elias Koromilas (GRE), Robert Vyklický (CZE), Apostolos Kalpakas (SWE) |

| 2013. szeptember 4. 17:45 | Macedónia                                | 80–81     | Montenegró           | Podmežakla Hall, Jesenice Nézőszám: 2362 Játékvezetők: Guerrino Cerebuch (ITA), Srđan Dozai (CRO), Tomasz Trawicki (POL) |
| 2013. szeptember 4. 17:45 | (24–25, 22–20, 21–19, 13–17) Jegyzőkönyv |           |                      | Podmežakla Hall, Jesenice Nézőszám: 2362 Játékvezetők: Guerrino Cerebuch (ITA), Srđan Dozai (CRO), Tomasz Trawicki (POL) |
| 2013. szeptember 4. 17:45 | McCalebb 23                              | Pont      | Rice, Su. Šehović 16 | Podmežakla Hall, Jesenice Nézőszám: 2362 Játékvezetők: Guerrino Cerebuch (ITA), Srđan Dozai (CRO), Tomasz Trawicki (POL) |
| 2013. szeptember 4. 17:45 | Antić, Samardžiski 6                     | Lepattanó | Dubljević 6          | Podmežakla Hall, Jesenice Nézőszám: 2362 Játékvezetők: Guerrino Cerebuch (ITA), Srđan Dozai (CRO), Tomasz Trawicki (POL) |
| 2013. szeptember 4. 17:45 | Ilievski 5                               | Gólpassz  | Rice 5               | Podmežakla Hall, Jesenice Nézőszám: 2362 Játékvezetők: Guerrino Cerebuch (ITA), Srđan Dozai (CRO), Tomasz Trawicki (POL) |

| 2013. szeptember 4. 21:00 | Szerbia                                  | 63–56     | Litvánia        | Podmežakla Hall, Jesenice Nézőszám: 4720 Játékvezetők: Juan Artega (ESP), Emin Moğulkoç (TUR), Sašo Petek (SLO) |
| 2013. szeptember 4. 21:00 | (20–10, 13–17, 18–14, 12–15) Jegyzőkönyv |           |                 | Podmežakla Hall, Jesenice Nézőszám: 4720 Játékvezetők: Juan Artega (ESP), Emin Moğulkoç (TUR), Sašo Petek (SLO) |
| 2013. szeptember 4. 21:00 | Nen. Krstić 20                           | Pont      | Kalnietis 17    | Podmežakla Hall, Jesenice Nézőszám: 4720 Játékvezetők: Juan Artega (ESP), Emin Moğulkoç (TUR), Sašo Petek (SLO) |
| 2013. szeptember 4. 21:00 | Nen. Krstić 9                            | Lepattanó | D. Lavrinovič 6 | Podmežakla Hall, Jesenice Nézőszám: 4720 Játékvezetők: Juan Artega (ESP), Emin Moğulkoç (TUR), Sašo Petek (SLO) |
| 2013. szeptember 4. 21:00 | Nedović, Marković 3                      | Gólpassz  | Kalnietis 3     | Podmežakla Hall, Jesenice Nézőszám: 4720 Játékvezetők: Juan Artega (ESP), Emin Moğulkoç (TUR), Sašo Petek (SLO) |

| 2013. szeptember 5. 14:30 | Montenegró                               | 72–73     | Lettország    | Podmežakla Hall, Jesenice Nézőszám: 1600 Játékvezetők: Guerrino Cerebuch (ITA), Apostolos Kalpakas (SWE), Sašo Petek (SLO) |
| 2013. szeptember 5. 14:30 | (17–17, 20–20, 15–17, 20–19) Jegyzőkönyv |           |               | Podmežakla Hall, Jesenice Nézőszám: 1600 Játékvezetők: Guerrino Cerebuch (ITA), Apostolos Kalpakas (SWE), Sašo Petek (SLO) |
| 2013. szeptember 5. 14:30 | Rice 24                                  | Pont      | Janičenoks 15 | Podmežakla Hall, Jesenice Nézőszám: 1600 Játékvezetők: Guerrino Cerebuch (ITA), Apostolos Kalpakas (SWE), Sašo Petek (SLO) |
| 2013. szeptember 5. 14:30 | Se. Šehović, Sekulić 6                   | Lepattanó | Freimanis 7   | Podmežakla Hall, Jesenice Nézőszám: 1600 Játékvezetők: Guerrino Cerebuch (ITA), Apostolos Kalpakas (SWE), Sašo Petek (SLO) |
| 2013. szeptember 5. 14:30 | Rice 5                                   | Gólpassz  | Blūms 5       | Podmežakla Hall, Jesenice Nézőszám: 1600 Játékvezetők: Guerrino Cerebuch (ITA), Apostolos Kalpakas (SWE), Sašo Petek (SLO) |

| 2013. szeptember 5. 17:45 | Bosznia-Hercegovina                      | 67–77     | Szerbia     | Podmežakla Hall, Jesenice Nézőszám: 5100 Játékvezetők: Srđan Dozai (CRO), Emin Mogulkoc (TUR), Anton Makhlin (RUS) |
| 2013. szeptember 5. 17:45 | (16–28, 15–17, 18–19, 18–13) Jegyzőkönyv |           |             | Podmežakla Hall, Jesenice Nézőszám: 5100 Játékvezetők: Srđan Dozai (CRO), Emin Mogulkoc (TUR), Anton Makhlin (RUS) |
| 2013. szeptember 5. 17:45 | Đedović 17                               | Pont      | Marković 15 | Podmežakla Hall, Jesenice Nézőszám: 5100 Játékvezetők: Srđan Dozai (CRO), Emin Mogulkoc (TUR), Anton Makhlin (RUS) |
| 2013. szeptember 5. 17:45 | Đedović 7                                | Lepattanó | Bjelica 11  | Podmežakla Hall, Jesenice Nézőszám: 5100 Játékvezetők: Srđan Dozai (CRO), Emin Mogulkoc (TUR), Anton Makhlin (RUS) |
| 2013. szeptember 5. 17:45 | Đedović 5                                | Gólpassz  | Nedović 6   | Podmežakla Hall, Jesenice Nézőszám: 5100 Játékvezetők: Srđan Dozai (CRO), Emin Mogulkoc (TUR), Anton Makhlin (RUS) |

| 2013. szeptember 5. 21:00 | Litvánia                                 | 75–67     | Macedónia   | Podmežakla Hall, Jesenice Nézőszám: 4020 Játékvezetők: Juan Arteaga (ESP), Elias Koromilas (GRE), Robert Vyklický (CZE) |
| 2013. szeptember 5. 21:00 | (20–15, 19–18, 18–17, 18–17) Jegyzőkönyv |           |             | Podmežakla Hall, Jesenice Nézőszám: 4020 Játékvezetők: Juan Arteaga (ESP), Elias Koromilas (GRE), Robert Vyklický (CZE) |
| 2013. szeptember 5. 21:00 | Kalnietis 17                             | Pont      | Ilievski 13 | Podmežakla Hall, Jesenice Nézőszám: 4020 Játékvezetők: Juan Arteaga (ESP), Elias Koromilas (GRE), Robert Vyklický (CZE) |
| 2013. szeptember 5. 21:00 | Valančiūnas 7                            | Lepattanó | Antić 8     | Podmežakla Hall, Jesenice Nézőszám: 4020 Játékvezetők: Juan Arteaga (ESP), Elias Koromilas (GRE), Robert Vyklický (CZE) |
| 2013. szeptember 5. 21:00 | Kalnietis 5                              | Gólpassz  | Ilievski 4  | Podmežakla Hall, Jesenice Nézőszám: 4020 Játékvezetők: Juan Arteaga (ESP), Elias Koromilas (GRE), Robert Vyklický (CZE) |

| 2013. szeptember 6. 14:30 | Montenegró                               | 70–76     | Bosznia-Hercegovina | Podmežakla Hall, Jesenice Nézőszám: 2320 Játékvezetők: Juan Arteaga (ESP), Emin Mogulkoc (TUR), Anton Makhlin (RUS) |
| 2013. szeptember 6. 14:30 | (17–13, 20–21, 22–15, 11–27) Jegyzőkönyv |           |                     | Podmežakla Hall, Jesenice Nézőszám: 2320 Játékvezetők: Juan Arteaga (ESP), Emin Mogulkoc (TUR), Anton Makhlin (RUS) |
| 2013. szeptember 6. 14:30 | Dubljević 16                             | Pont      | Teletović 18        | Podmežakla Hall, Jesenice Nézőszám: 2320 Játékvezetők: Juan Arteaga (ESP), Emin Mogulkoc (TUR), Anton Makhlin (RUS) |
| 2013. szeptember 6. 14:30 | Su. Šehović 14                           | Lepattanó | Teletović 11        | Podmežakla Hall, Jesenice Nézőszám: 2320 Játékvezetők: Juan Arteaga (ESP), Emin Mogulkoc (TUR), Anton Makhlin (RUS) |
| 2013. szeptember 6. 14:30 | Rice 4                                   | Gólpassz  | Đedović 5           | Podmežakla Hall, Jesenice Nézőszám: 2320 Játékvezetők: Juan Arteaga (ESP), Emin Mogulkoc (TUR), Anton Makhlin (RUS) |

| 2013. szeptember 6. 17:45 | Lettország                               | 59–67     | Litvánia       | Podmežakla Hall, Jesenice Nézőszám: 3000 Játékvezetők: Srđan Dozai (CRO), Robert Vyklický (CZE), Tomasz Trawicki (POL) |
| 2013. szeptember 6. 17:45 | (17–22, 14–17, 14–13, 14–15) Jegyzőkönyv |           |                | Podmežakla Hall, Jesenice Nézőszám: 3000 Játékvezetők: Srđan Dozai (CRO), Robert Vyklický (CZE), Tomasz Trawicki (POL) |
| 2013. szeptember 6. 17:45 | Kuksiks 13                               | Pont      | Valančiūnas 11 | Podmežakla Hall, Jesenice Nézőszám: 3000 Játékvezetők: Srđan Dozai (CRO), Robert Vyklický (CZE), Tomasz Trawicki (POL) |
| 2013. szeptember 6. 17:45 | Strēlnieks 6                             | Lepattanó | Valančiūnas 10 | Podmežakla Hall, Jesenice Nézőszám: 3000 Játékvezetők: Srđan Dozai (CRO), Robert Vyklický (CZE), Tomasz Trawicki (POL) |
| 2013. szeptember 6. 17:45 | Strēlnieks 3                             | Gólpassz  | Kalnietis 6    | Podmežakla Hall, Jesenice Nézőszám: 3000 Játékvezetők: Srđan Dozai (CRO), Robert Vyklický (CZE), Tomasz Trawicki (POL) |

| 2013. szeptember 6. 21:00 | Macedónia                                | 89–75     | Szerbia    | Podmežakla Hall, Jesenice Nézőszám: 5500 Játékvezetők: Guerrino Cerebuch (ITA), Apostolos Kalpakas (SWE), Sašo Petek (SLO) |
| 2013. szeptember 6. 21:00 | (29–17, 19–15, 22–13, 19–30) Jegyzőkönyv |           |            | Podmežakla Hall, Jesenice Nézőszám: 5500 Játékvezetők: Guerrino Cerebuch (ITA), Apostolos Kalpakas (SWE), Sašo Petek (SLO) |
| 2013. szeptember 6. 21:00 | McCalebb 27                              | Pont      | Anđusić 19 | Podmežakla Hall, Jesenice Nézőszám: 5500 Játékvezetők: Guerrino Cerebuch (ITA), Apostolos Kalpakas (SWE), Sašo Petek (SLO) |
| 2013. szeptember 6. 21:00 | Antić 14                                 | Lepattanó | Krstić 11  | Podmežakla Hall, Jesenice Nézőszám: 5500 Játékvezetők: Guerrino Cerebuch (ITA), Apostolos Kalpakas (SWE), Sašo Petek (SLO) |
| 2013. szeptember 6. 21:00 | Antić 3                                  | Gólpassz  | Marković 3 | Podmežakla Hall, Jesenice Nézőszám: 5500 Játékvezetők: Guerrino Cerebuch (ITA), Apostolos Kalpakas (SWE), Sašo Petek (SLO) |

| 2013. szeptember 8. 14:30 | Bosznia-Hercegovina                     | 62–54     | Macedónia   | Podmežakla Hall, Jesenice Nézőszám: 4700 Játékvezetők: Guerrino Cerebuch (ITA), Robert Vyklický (CZE), Apostolos Kalpakas (SWE) |
| 2013. szeptember 8. 14:30 | (16–15, 13–13, 12–17, 21–9) Jegyzőkönyv |           |             | Podmežakla Hall, Jesenice Nézőszám: 4700 Játékvezetők: Guerrino Cerebuch (ITA), Robert Vyklický (CZE), Apostolos Kalpakas (SWE) |
| 2013. szeptember 8. 14:30 | Teletović 22                            | Pont      | McCalebb 19 | Podmežakla Hall, Jesenice Nézőszám: 4700 Játékvezetők: Guerrino Cerebuch (ITA), Robert Vyklický (CZE), Apostolos Kalpakas (SWE) |
| 2013. szeptember 8. 14:30 | Wright 12                               | Lepattanó | Antić 6     | Podmežakla Hall, Jesenice Nézőszám: 4700 Játékvezetők: Guerrino Cerebuch (ITA), Robert Vyklický (CZE), Apostolos Kalpakas (SWE) |
| 2013. szeptember 8. 14:30 | Đedović 6                               | Gólpassz  | Ilievski 5  | Podmežakla Hall, Jesenice Nézőszám: 4700 Játékvezetők: Guerrino Cerebuch (ITA), Robert Vyklický (CZE), Apostolos Kalpakas (SWE) |

| 2013. szeptember 8. 17:45 | Szerbia                                  | 80–71     | Lettország    | Podmežakla Hall, Jesenice Nézőszám: 3200 Játékvezetők: Elias Koromilas (GRE), Emin Mogulkoc (TUR), Tomasz Trawicki (POL) |
| 2013. szeptember 8. 17:45 | (28–15, 10–13, 14–23, 22–18) Jegyzőkönyv |           |               | Podmežakla Hall, Jesenice Nézőszám: 3200 Játékvezetők: Elias Koromilas (GRE), Emin Mogulkoc (TUR), Tomasz Trawicki (POL) |
| 2013. szeptember 8. 17:45 | Nen. Krstić 25                           | Pont      | Janičenoks 18 | Podmežakla Hall, Jesenice Nézőszám: 3200 Játékvezetők: Elias Koromilas (GRE), Emin Mogulkoc (TUR), Tomasz Trawicki (POL) |
| 2013. szeptember 8. 17:45 | Kalinić 11                               | Lepattanó | Bērziņš 9     | Podmežakla Hall, Jesenice Nézőszám: 3200 Játékvezetők: Elias Koromilas (GRE), Emin Mogulkoc (TUR), Tomasz Trawicki (POL) |
| 2013. szeptember 8. 17:45 | Nedović 4                                | Gólpassz  | Blūms 3       | Podmežakla Hall, Jesenice Nézőszám: 3200 Játékvezetők: Elias Koromilas (GRE), Emin Mogulkoc (TUR), Tomasz Trawicki (POL) |

| 2013. szeptember 8. 21:00 | Litvánia                                       | 77–70 (h. u.) | Montenegró  | Podmežakla Hall, Jesenice Nézőszám: 3000 Játékvezetők: Juan Artega (ESP), Srđan Dozai (CRO), Anton Makhlin (RUS) |
| 2013. szeptember 8. 21:00 | (19–19, 13–15, 19–13, 12–16, 14–7) Jegyzőkönyv |               |             | Podmežakla Hall, Jesenice Nézőszám: 3000 Játékvezetők: Juan Artega (ESP), Srđan Dozai (CRO), Anton Makhlin (RUS) |
| 2013. szeptember 8. 21:00 | K. Lavrinovič 24                               | Pont          | Rice 19     | Podmežakla Hall, Jesenice Nézőszám: 3000 Játékvezetők: Juan Artega (ESP), Srđan Dozai (CRO), Anton Makhlin (RUS) |
| 2013. szeptember 8. 21:00 | Valančiūnas 10                                 | Lepattanó     | Dubljević 6 | Podmežakla Hall, Jesenice Nézőszám: 3000 Játékvezetők: Juan Artega (ESP), Srđan Dozai (CRO), Anton Makhlin (RUS) |
| 2013. szeptember 8. 21:00 | Kalnietis 7                                    | Gólpassz      | Bjelica 3   | Podmežakla Hall, Jesenice Nézőszám: 3000 Játékvezetők: Juan Artega (ESP), Srđan Dozai (CRO), Anton Makhlin (RUS) |

| 2013. szeptember 9. 14:30 | Lettország                               | 76–66     | Macedónia  | Podmežakla Hall, Jesenice Nézőszám: 2170 Játékvezetők: Srđan Dozai (CRO), Apostolos Kalpakas (SWE), Emin Mogulkoc (TUR) |
| 2013. szeptember 9. 14:30 | (27–16, 22–20, 13–16, 14–14) Jegyzőkönyv |           |            | Podmežakla Hall, Jesenice Nézőszám: 2170 Játékvezetők: Srđan Dozai (CRO), Apostolos Kalpakas (SWE), Emin Mogulkoc (TUR) |
| 2013. szeptember 9. 14:30 | Bērziņš, Janičenoks 15                   | Pont      | Antić 16   | Podmežakla Hall, Jesenice Nézőszám: 2170 Játékvezetők: Srđan Dozai (CRO), Apostolos Kalpakas (SWE), Emin Mogulkoc (TUR) |
| 2013. szeptember 9. 14:30 | Bērziņš, Meiers 9                        | Lepattanó | Antić 5    | Podmežakla Hall, Jesenice Nézőszám: 2170 Játékvezetők: Srđan Dozai (CRO), Apostolos Kalpakas (SWE), Emin Mogulkoc (TUR) |
| 2013. szeptember 9. 14:30 | Janičenoks 5                             | Gólpassz  | Ilievski 3 | Podmežakla Hall, Jesenice Nézőszám: 2170 Játékvezetők: Srđan Dozai (CRO), Apostolos Kalpakas (SWE), Emin Mogulkoc (TUR) |

| 2013. szeptember 9. 17:45 | Litvánia                                 | 72–78     | Bosznia-Hercegovina | Podmežakla Hall, Jesenice Nézőszám: 3170 Játékvezetők: Elias Koromilas (GRE), Tomasz Trawicki (POL), Anton Makhlin (RUS) |
| 2013. szeptember 9. 17:45 | (18–18, 12–13, 22–26, 20–21) Jegyzőkönyv |           |                     | Podmežakla Hall, Jesenice Nézőszám: 3170 Játékvezetők: Elias Koromilas (GRE), Tomasz Trawicki (POL), Anton Makhlin (RUS) |
| 2013. szeptember 9. 17:45 | Kleiza 20                                | Pont      | Teletović 31        | Podmežakla Hall, Jesenice Nézőszám: 3170 Játékvezetők: Elias Koromilas (GRE), Tomasz Trawicki (POL), Anton Makhlin (RUS) |
| 2013. szeptember 9. 17:45 | Kleiza 10                                | Lepattanó | Teletović 7         | Podmežakla Hall, Jesenice Nézőszám: 3170 Játékvezetők: Elias Koromilas (GRE), Tomasz Trawicki (POL), Anton Makhlin (RUS) |
| 2013. szeptember 9. 17:45 | Kalnietis 6                              | Gólpassz  | Gordić 5            | Podmežakla Hall, Jesenice Nézőszám: 3170 Játékvezetők: Elias Koromilas (GRE), Tomasz Trawicki (POL), Anton Makhlin (RUS) |

| 2013. szeptember 9. 21:00 | Montenegró                               | 83–76     | Szerbia      | Podmežakla Hall, Jesenice Nézőszám: 4200 Játékvezetők: Juan Arteaga (ESP), Guerrino Cerebuch (ITA), Sašo Petek (SLO) |
| 2013. szeptember 9. 21:00 | (19–25, 15–12, 20–21, 29–18) Jegyzőkönyv |           |              | Podmežakla Hall, Jesenice Nézőszám: 4200 Játékvezetők: Juan Arteaga (ESP), Guerrino Cerebuch (ITA), Sašo Petek (SLO) |
| 2013. szeptember 9. 21:00 | Rice 12                                  | Pont      | Katić 19     | Podmežakla Hall, Jesenice Nézőszám: 4200 Játékvezetők: Juan Arteaga (ESP), Guerrino Cerebuch (ITA), Sašo Petek (SLO) |
| 2013. szeptember 9. 21:00 | Vučević 6                                | Lepattanó | Gagić 6      | Podmežakla Hall, Jesenice Nézőszám: 4200 Játékvezetők: Juan Arteaga (ESP), Guerrino Cerebuch (ITA), Sašo Petek (SLO) |
| 2013. szeptember 9. 21:00 | Popović 6                                | Gólpassz  | Bogdanović 4 | Podmežakla Hall, Jesenice Nézőszám: 4200 Játékvezetők: Juan Arteaga (ESP), Guerrino Cerebuch (ITA), Sašo Petek (SLO) |

### C csoport
| Csapat        | M | Gy | V | P+  | P–  | Gk   | P |
| ------------- | - | -- | - | --- | --- | ---- | - |
| Spanyolország | 5 | 4  | 1 | 369 | 269 | +100 | 9 |
| Horvátország  | 5 | 4  | 1 | 337 | 341 | −4   | 9 |
| Szlovénia     | 5 | 3  | 2 | 347 | 344 | +3   | 8 |
| Csehország    | 5 | 2  | 3 | 316 | 339 | −23  | 7 |
| Grúzia        | 5 | 1  | 4 | 366 | 394 | −28  | 6 |
| Lengyelország | 5 | 1  | 4 | 329 | 377 | −48  | 6 |

| 2013. szeptember 4. 14:30 | Grúzia                                  | 84–67     | Lengyelország | Zlatorog Arena, Celje Nézőszám: 850 Játékvezetők: Milivoje Jovčić (SRB), Fernando Rocha (POR), Chris Dodds (SCO) |
| 2013. szeptember 4. 14:30 | (20–14, 19–8, 16–15, 29–30) Jegyzőkönyv |           |               | Zlatorog Arena, Celje Nézőszám: 850 Játékvezetők: Milivoje Jovčić (SRB), Fernando Rocha (POR), Chris Dodds (SCO) |
| 2013. szeptember 4. 14:30 | Sanikidze 23                            | Pont      | Gortat 12     | Zlatorog Arena, Celje Nézőszám: 850 Játékvezetők: Milivoje Jovčić (SRB), Fernando Rocha (POR), Chris Dodds (SCO) |
| 2013. szeptember 4. 14:30 | Shermadini 9                            | Lepattanó | Gortat 8      | Zlatorog Arena, Celje Nézőszám: 850 Játékvezetők: Milivoje Jovčić (SRB), Fernando Rocha (POR), Chris Dodds (SCO) |
| 2013. szeptember 4. 14:30 | Tsintsadze 7                            | Gólpassz  | Koszarek 7    | Zlatorog Arena, Celje Nézőszám: 850 Játékvezetők: Milivoje Jovčić (SRB), Fernando Rocha (POR), Chris Dodds (SCO) |

| 2013. szeptember 4. 17:45 | Spanyolország                         | 68–40     | Horvátország       | Zlatorog Arena, Celje Nézőszám: 3430 Játékvezetők: Olegs Latiševs (LAT), Petar Obradović (BIH), Gentian Cici (ALB) |
| 2013. szeptember 4. 17:45 | (24–9, 9–11, 16–17, 19–3) Jegyzőkönyv |           |                    | Zlatorog Arena, Celje Nézőszám: 3430 Játékvezetők: Olegs Latiševs (LAT), Petar Obradović (BIH), Gentian Cici (ALB) |
| 2013. szeptember 4. 17:45 | Fernández 15                          | Pont      | Bogdanović 12      | Zlatorog Arena, Celje Nézőszám: 3430 Játékvezetők: Olegs Latiševs (LAT), Petar Obradović (BIH), Gentian Cici (ALB) |
| 2013. szeptember 4. 17:45 | Gasol 11                              | Lepattanó | Ukić, Bogdanović 7 | Zlatorog Arena, Celje Nézőszám: 3430 Játékvezetők: Olegs Latiševs (LAT), Petar Obradović (BIH), Gentian Cici (ALB) |
| 2013. szeptember 4. 17:45 | Rubio 7                               | Gólpassz  | Draper 2           | Zlatorog Arena, Celje Nézőszám: 3430 Játékvezetők: Olegs Latiševs (LAT), Petar Obradović (BIH), Gentian Cici (ALB) |

| 2013. szeptember 4. 21:00 | Csehország                               | 60–62     | Szlovénia        | Zlatorog Arena, Celje Nézőszám: 4650 Játékvezetők: Borys Ryzhyk (UKR), Omer Esteron (ISR), Aleksandar Milojević (MKD) |
| 2013. szeptember 4. 21:00 | (19–21, 13–15, 14–15, 14–11) Jegyzőkönyv |           |                  | Zlatorog Arena, Celje Nézőszám: 4650 Játékvezetők: Borys Ryzhyk (UKR), Omer Esteron (ISR), Aleksandar Milojević (MKD) |
| 2013. szeptember 4. 21:00 | Veselý 17                                | Pont      | Balažič 11       | Zlatorog Arena, Celje Nézőszám: 4650 Játékvezetők: Borys Ryzhyk (UKR), Omer Esteron (ISR), Aleksandar Milojević (MKD) |
| 2013. szeptember 4. 21:00 | Welsch 5                                 | Lepattanó | Balažič, Begić 8 | Zlatorog Arena, Celje Nézőszám: 4650 Játékvezetők: Borys Ryzhyk (UKR), Omer Esteron (ISR), Aleksandar Milojević (MKD) |
| 2013. szeptember 4. 21:00 | Veselý 7                                 | Gólpassz  | G. Dragić 9      | Zlatorog Arena, Celje Nézőszám: 4650 Játékvezetők: Borys Ryzhyk (UKR), Omer Esteron (ISR), Aleksandar Milojević (MKD) |

| 2013. szeptember 5. 14:30 | Horvátország                             | 77–76     | Grúzia        | Zlatorog Arena, Celje Nézőszám: 1000 Játékvezetők: Borys Ryzhyk (UKR), Olegs Latiševs (LAT), Aleksandar Milojević (MKD) |
| 2013. szeptember 5. 14:30 | (17–15, 18–19, 15–18, 27–24) Jegyzőkönyv |           |               | Zlatorog Arena, Celje Nézőszám: 1000 Játékvezetők: Borys Ryzhyk (UKR), Olegs Latiševs (LAT), Aleksandar Milojević (MKD) |
| 2013. szeptember 5. 14:30 | Draper 16                                | Pont      | Tsintsadze 25 | Zlatorog Arena, Celje Nézőszám: 1000 Játékvezetők: Borys Ryzhyk (UKR), Olegs Latiševs (LAT), Aleksandar Milojević (MKD) |
| 2013. szeptember 5. 14:30 | Simon 6                                  | Lepattanó | Shermadini 9  | Zlatorog Arena, Celje Nézőszám: 1000 Játékvezetők: Borys Ryzhyk (UKR), Olegs Latiševs (LAT), Aleksandar Milojević (MKD) |
| 2013. szeptember 5. 14:30 | Tomić 7                                  | Gólpassz  | Tsintsadze 4  | Zlatorog Arena, Celje Nézőszám: 1000 Játékvezetők: Borys Ryzhyk (UKR), Olegs Latiševs (LAT), Aleksandar Milojević (MKD) |

| 2013. szeptember 5. 17:45 | Lengyelország                            | 68–69     | Csehország | Zlatorog Arena, Celje Nézőszám: 1320 Játékvezetők: Petar Obradović (BIH), Gentian Cici (ALB), Chris Dodds (SCO) |
| 2013. szeptember 5. 17:45 | (25–12, 13–22, 11–16, 19–19) Jegyzőkönyv |           |            | Zlatorog Arena, Celje Nézőszám: 1320 Játékvezetők: Petar Obradović (BIH), Gentian Cici (ALB), Chris Dodds (SCO) |
| 2013. szeptember 5. 17:45 | Ignerski 17                              | Pont      | Veselý 23  | Zlatorog Arena, Celje Nézőszám: 1320 Játékvezetők: Petar Obradović (BIH), Gentian Cici (ALB), Chris Dodds (SCO) |
| 2013. szeptember 5. 17:45 | Gortat 9                                 | Lepattanó | Veselý 14  | Zlatorog Arena, Celje Nézőszám: 1320 Játékvezetők: Petar Obradović (BIH), Gentian Cici (ALB), Chris Dodds (SCO) |
| 2013. szeptember 5. 17:45 | Koszarek 5                               | Gólpassz  | Welsch 7   | Zlatorog Arena, Celje Nézőszám: 1320 Játékvezetők: Petar Obradović (BIH), Gentian Cici (ALB), Chris Dodds (SCO) |

| 2013. szeptember 5. 21:00 | Szlovénia                               | 78–69     | Spanyolország | Zlatorog Arena, Celje Nézőszám: 5200 Játékvezetők: Fernando Rocha (POR), Milivoje Jovčić (SRB), Jurgis Laurinavičius (LTU) |
| 2013. szeptember 5. 21:00 | (9–14, 16–19, 27–18, 26–18) Jegyzőkönyv |           |               | Zlatorog Arena, Celje Nézőszám: 5200 Játékvezetők: Fernando Rocha (POR), Milivoje Jovčić (SRB), Jurgis Laurinavičius (LTU) |
| 2013. szeptember 5. 21:00 | G. Dragić 18                            | Pont      | Gasol 17      | Zlatorog Arena, Celje Nézőszám: 5200 Játékvezetők: Fernando Rocha (POR), Milivoje Jovčić (SRB), Jurgis Laurinavičius (LTU) |
| 2013. szeptember 5. 21:00 | G. Dragić 6                             | Lepattanó | Gasol 7       | Zlatorog Arena, Celje Nézőszám: 5200 Játékvezetők: Fernando Rocha (POR), Milivoje Jovčić (SRB), Jurgis Laurinavičius (LTU) |
| 2013. szeptember 5. 21:00 | G. Dragić 7                             | Gólpassz  | Llull 5       | Zlatorog Arena, Celje Nézőszám: 5200 Játékvezetők: Fernando Rocha (POR), Milivoje Jovčić (SRB), Jurgis Laurinavičius (LTU) |

| 2013. szeptember 7. 14:30 | Spanyolország                          | 60–39     | Csehország        | Zlatorog Arena, Celje Nézőszám: 2150 Játékvezetők: Borys Ryzhyk (UKR), Fernando Rocha (POR), Aleksandar Milojević (MKD) |
| 2013. szeptember 7. 14:30 | (18–7, 15–18, 14–12, 13–2) Jegyzőkönyv |           |                   | Zlatorog Arena, Celje Nézőszám: 2150 Játékvezetők: Borys Ryzhyk (UKR), Fernando Rocha (POR), Aleksandar Milojević (MKD) |
| 2013. szeptember 7. 14:30 | Fernández 14                           | Pont      | Pumprla, Veselý 7 | Zlatorog Arena, Celje Nézőszám: 2150 Játékvezetők: Borys Ryzhyk (UKR), Fernando Rocha (POR), Aleksandar Milojević (MKD) |
| 2013. szeptember 7. 14:30 | Gasol 10                               | Lepattanó | Veselý 14         | Zlatorog Arena, Celje Nézőszám: 2150 Játékvezetők: Borys Ryzhyk (UKR), Fernando Rocha (POR), Aleksandar Milojević (MKD) |
| 2013. szeptember 7. 14:30 | Calderón 4                             | Gólpassz  | három játékos 2   | Zlatorog Arena, Celje Nézőszám: 2150 Játékvezetők: Borys Ryzhyk (UKR), Fernando Rocha (POR), Aleksandar Milojević (MKD) |

| 2013. szeptember 7. 17:45 | Horvátország                             | 74–70     | Lengyelország | Zlatorog Arena, Celje Nézőszám: 3500 Játékvezetők: Milivoje Jovčić (SRB), Jurgis Laurinavičius (LTU), Omer Esteron (ISR) |
| 2013. szeptember 7. 17:45 | (24–12, 17–20, 21–17, 12–21) Jegyzőkönyv |           |               | Zlatorog Arena, Celje Nézőszám: 3500 Játékvezetők: Milivoje Jovčić (SRB), Jurgis Laurinavičius (LTU), Omer Esteron (ISR) |
| 2013. szeptember 7. 17:45 | Bogdanović 23                            | Pont      | Ignerski 22   | Zlatorog Arena, Celje Nézőszám: 3500 Játékvezetők: Milivoje Jovčić (SRB), Jurgis Laurinavičius (LTU), Omer Esteron (ISR) |
| 2013. szeptember 7. 17:45 | Tomić 9                                  | Lepattanó | Ignerski 12   | Zlatorog Arena, Celje Nézőszám: 3500 Játékvezetők: Milivoje Jovčić (SRB), Jurgis Laurinavičius (LTU), Omer Esteron (ISR) |
| 2013. szeptember 7. 17:45 | Ukić, Simon 6                            | Gólpassz  | Koszarek 6    | Zlatorog Arena, Celje Nézőszám: 3500 Játékvezetők: Milivoje Jovčić (SRB), Jurgis Laurinavičius (LTU), Omer Esteron (ISR) |

| 2013. szeptember 7. 21:00 | Grúzia                                   | 68–72     | Szlovénia   | Zlatorog Arena, Celje Nézőszám: 4580 Játékvezetők: Olegs Latisevs (LAT), Petar Obradović (BIH), Chris Dodds (SCO) |
| 2013. szeptember 7. 21:00 | (19–13, 13–31, 14–10, 22–18) Jegyzőkönyv |           |             | Zlatorog Arena, Celje Nézőszám: 4580 Játékvezetők: Olegs Latisevs (LAT), Petar Obradović (BIH), Chris Dodds (SCO) |
| 2013. szeptember 7. 21:00 | Hickman 19                               | Pont      | Lorbek 18   | Zlatorog Arena, Celje Nézőszám: 4580 Játékvezetők: Olegs Latisevs (LAT), Petar Obradović (BIH), Chris Dodds (SCO) |
| 2013. szeptember 7. 21:00 | Sanikidze 13                             | Lepattanó | Nachbar 9   | Zlatorog Arena, Celje Nézőszám: 4580 Játékvezetők: Olegs Latisevs (LAT), Petar Obradović (BIH), Chris Dodds (SCO) |
| 2013. szeptember 7. 21:00 | Tsintsadze 6                             | Gólpassz  | G. Dragić 4 | Zlatorog Arena, Celje Nézőszám: 4580 Játékvezetők: Olegs Latisevs (LAT), Petar Obradović (BIH), Chris Dodds (SCO) |

| 2013. szeptember 8. 14:30 | Lengyelország                          | 53–89     | Spanyolország   | Zlatorog Arena, Celje Nézőszám: 2200 Játékvezetők: Olegs Latisevs (LAT), Petar Obradović (BIH), Chris Dodds (SCO) |
| 2013. szeptember 8. 14:30 | (5–25, 8–24, 17–27, 23–13) Jegyzőkönyv |           |                 | Zlatorog Arena, Celje Nézőszám: 2200 Játékvezetők: Olegs Latisevs (LAT), Petar Obradović (BIH), Chris Dodds (SCO) |
| 2013. szeptember 8. 14:30 | Zamojski 11                            | Pont      | Gasol, Rubio 15 | Zlatorog Arena, Celje Nézőszám: 2200 Játékvezetők: Olegs Latisevs (LAT), Petar Obradović (BIH), Chris Dodds (SCO) |
| 2013. szeptember 8. 14:30 | három játékos 6                        | Lepattanó | Gasol 6         | Zlatorog Arena, Celje Nézőszám: 2200 Játékvezetők: Olegs Latisevs (LAT), Petar Obradović (BIH), Chris Dodds (SCO) |
| 2013. szeptember 8. 14:30 | három játékos 2                        | Gólpassz  | Rubio 5         | Zlatorog Arena, Celje Nézőszám: 2200 Játékvezetők: Olegs Latisevs (LAT), Petar Obradović (BIH), Chris Dodds (SCO) |

| 2013. szeptember 8. 17:45 | Csehország                               | 95–79     | Grúzia                      | Zlatorog Arena, Celje Nézőszám: 1290 Játékvezetők: Milivoje Jovčić (SRB), Jurgis Laurinavičius (LTU), Gentian Cici (ALB) |
| 2013. szeptember 8. 17:45 | (26–15, 28–20, 21–19, 20–25) Jegyzőkönyv |           |                             | Zlatorog Arena, Celje Nézőszám: 1290 Játékvezetők: Milivoje Jovčić (SRB), Jurgis Laurinavičius (LTU), Gentian Cici (ALB) |
| 2013. szeptember 8. 17:45 | Veselý 27                                | Pont      | Tsintsadze, Markoishvili 20 | Zlatorog Arena, Celje Nézőszám: 1290 Játékvezetők: Milivoje Jovčić (SRB), Jurgis Laurinavičius (LTU), Gentian Cici (ALB) |
| 2013. szeptember 8. 17:45 | Veselý 10                                | Lepattanó | Shermadini 9                | Zlatorog Arena, Celje Nézőszám: 1290 Játékvezetők: Milivoje Jovčić (SRB), Jurgis Laurinavičius (LTU), Gentian Cici (ALB) |
| 2013. szeptember 8. 17:45 | Satoranský 7                             | Gólpassz  | Tsintsadze 6                | Zlatorog Arena, Celje Nézőszám: 1290 Játékvezetők: Milivoje Jovčić (SRB), Jurgis Laurinavičius (LTU), Gentian Cici (ALB) |

| 2013. szeptember 8. 21:00 | Szlovénia                                     | 74–76 (h. u.) | Horvátország    | Zlatorog Arena, Celje Nézőszám: 4640 Játékvezetők: Fernando Rocha (POR), Borys Ryzhyk (UKR), Aleksandar Milojević (MKD) |
| 2013. szeptember 8. 21:00 | (20–17, 21–18, 16–20, 8–10, 9–11) Jegyzőkönyv |               |                 | Zlatorog Arena, Celje Nézőszám: 4640 Játékvezetők: Fernando Rocha (POR), Borys Ryzhyk (UKR), Aleksandar Milojević (MKD) |
| 2013. szeptember 8. 21:00 | G. Dragić 23                                  | Pont          | Bogdanović 24   | Zlatorog Arena, Celje Nézőszám: 4640 Játékvezetők: Fernando Rocha (POR), Borys Ryzhyk (UKR), Aleksandar Milojević (MKD) |
| 2013. szeptember 8. 21:00 | három játékos 8                               | Lepattanó     | Tomić 15        | Zlatorog Arena, Celje Nézőszám: 4640 Játékvezetők: Fernando Rocha (POR), Borys Ryzhyk (UKR), Aleksandar Milojević (MKD) |
| 2013. szeptember 8. 21:00 | G. Dragić 5                                   | Gólpassz      | három játékos 3 | Zlatorog Arena, Celje Nézőszám: 4640 Játékvezetők: Fernando Rocha (POR), Borys Ryzhyk (UKR), Aleksandar Milojević (MKD) |

| 2013. szeptember 9. 14:30 | Grúzia                                   | 59–83     | Spanyolország      | Zlatorog Arena, Celje Nézőszám: 2490 Játékvezetők: Borys Ryzhyk (UKR), Aleksandar Milojević (MKD), Omer Esteron (ISR) |
| 2013. szeptember 9. 14:30 | (17–17, 12–24, 10–21, 20–21) Jegyzőkönyv |           |                    | Zlatorog Arena, Celje Nézőszám: 2490 Játékvezetők: Borys Ryzhyk (UKR), Aleksandar Milojević (MKD), Omer Esteron (ISR) |
| 2013. szeptember 9. 14:30 | Shermadini 10                            | Pont      | Rubio 16           | Zlatorog Arena, Celje Nézőszám: 2490 Játékvezetők: Borys Ryzhyk (UKR), Aleksandar Milojević (MKD), Omer Esteron (ISR) |
| 2013. szeptember 9. 14:30 | Hickman, Lezhava 5                       | Lepattanó | Gasol, Rey 8       | Zlatorog Arena, Celje Nézőszám: 2490 Játékvezetők: Borys Ryzhyk (UKR), Aleksandar Milojević (MKD), Omer Esteron (ISR) |
| 2013. szeptember 9. 14:30 | Tsintsadze 5                             | Gólpassz  | Gasol, Rodríguez 4 | Zlatorog Arena, Celje Nézőszám: 2490 Játékvezetők: Borys Ryzhyk (UKR), Aleksandar Milojević (MKD), Omer Esteron (ISR) |

| 2013. szeptember 9. 17:45 | Horvátország                            | 70–53     | Csehország   | Zlatorog Arena, Celje Nézőszám: 2910 Játékvezetők: Fernando Rocha (POR), Oļegs Latiševs (LAT), Petar Obradović (BIH) |
| 2013. szeptember 9. 17:45 | (16–17, 16–16, 15–9, 23–11) Jegyzőkönyv |           |              | Zlatorog Arena, Celje Nézőszám: 2910 Játékvezetők: Fernando Rocha (POR), Oļegs Latiševs (LAT), Petar Obradović (BIH) |
| 2013. szeptember 9. 17:45 | Tomić 12                                | Pont      | Pumprla 19   | Zlatorog Arena, Celje Nézőszám: 2910 Játékvezetők: Fernando Rocha (POR), Oļegs Latiševs (LAT), Petar Obradović (BIH) |
| 2013. szeptember 9. 17:45 | Tomić 9                                 | Lepattanó | Veselý 11    | Zlatorog Arena, Celje Nézőszám: 2910 Játékvezetők: Fernando Rocha (POR), Oļegs Latiševs (LAT), Petar Obradović (BIH) |
| 2013. szeptember 9. 17:45 | három játékos 2                         | Gólpassz  | Satoranský 8 | Zlatorog Arena, Celje Nézőszám: 2910 Játékvezetők: Fernando Rocha (POR), Oļegs Latiševs (LAT), Petar Obradović (BIH) |

| 2013. szeptember 9. 21:00 | Szlovénia                                | 61–71     | Lengyelország | Zlatorog Arena, Celje Nézőszám: 4590 Játékvezetők: Milivoje Jovčić (SRB), Jurgis Laurinavičius (LTU), Gentian Cici (ALB) |
| 2013. szeptember 9. 21:00 | (17–19, 11–17, 14–17, 19–18) Jegyzőkönyv |           |               | Zlatorog Arena, Celje Nézőszám: 4590 Játékvezetők: Milivoje Jovčić (SRB), Jurgis Laurinavičius (LTU), Gentian Cici (ALB) |
| 2013. szeptember 9. 21:00 | Lorbek 13                                | Pont      | Kelati 21     | Zlatorog Arena, Celje Nézőszám: 4590 Játékvezetők: Milivoje Jovčić (SRB), Jurgis Laurinavičius (LTU), Gentian Cici (ALB) |
| 2013. szeptember 9. 21:00 | Begić 7                                  | Lepattanó | Gortat 12     | Zlatorog Arena, Celje Nézőszám: 4590 Játékvezetők: Milivoje Jovčić (SRB), Jurgis Laurinavičius (LTU), Gentian Cici (ALB) |
| 2013. szeptember 9. 21:00 | Joksimović 5                             | Gólpassz  | Koszarek 8    | Zlatorog Arena, Celje Nézőszám: 4590 Játékvezetők: Milivoje Jovčić (SRB), Jurgis Laurinavičius (LTU), Gentian Cici (ALB) |

### D csoport
| Csapat      | M | Gy | V | P+  | P–  | Gk  | P  |
| ----------- | - | -- | - | --- | --- | --- | -- |
| Olaszország | 5 | 5  | 0 | 391 | 339 | +52 | 10 |
| Finnország  | 5 | 4  | 1 | 358 | 337 | +21 | 9  |
| Görögország | 5 | 3  | 2 | 392 | 350 | +42 | 8  |
| Svédország  | 5 | 1  | 4 | 345 | 391 | −46 | 6  |
| Törökország | 5 | 1  | 4 | 355 | 398 | −43 | 6  |
| Oroszország | 5 | 1  | 4 | 374 | 400 | −26 | 6  |

| 2013. szeptember 4. 14:30 | Törökország                             | 55–61     | Finnország        | Bonifika Hall, Koper Nézőszám: 1530 Játékvezetők: Ilija Belošević (SRB), Joseph Bissang (FRA), Sergiy Zashchuk (UKR) |
| 2013. szeptember 4. 14:30 | (8–10, 11–22, 19–17, 17–12) Jegyzőkönyv |           |                   | Bonifika Hall, Koper Nézőszám: 1530 Játékvezetők: Ilija Belošević (SRB), Joseph Bissang (FRA), Sergiy Zashchuk (UKR) |
| 2013. szeptember 4. 14:30 | Arslan 12                               | Pont      | Salin, Koponen 12 | Bonifika Hall, Koper Nézőszám: 1530 Játékvezetők: Ilija Belošević (SRB), Joseph Bissang (FRA), Sergiy Zashchuk (UKR) |
| 2013. szeptember 4. 14:30 | Gönlüm 7                                | Lepattanó | Koponen 9         | Bonifika Hall, Koper Nézőszám: 1530 Játékvezetők: Ilija Belošević (SRB), Joseph Bissang (FRA), Sergiy Zashchuk (UKR) |
| 2013. szeptember 4. 14:30 | Arslan 5                                | Gólpassz  | három játékos 3   | Bonifika Hall, Koper Nézőszám: 1530 Játékvezetők: Ilija Belošević (SRB), Joseph Bissang (FRA), Sergiy Zashchuk (UKR) |

| 2013. szeptember 4. 17:45 | Svédország                              | 51–79     | Görögország      | Bonifika Hall, Koper Nézőszám: 1050 Játékvezetők: Juris Kokainis (LAT), Ademir Zurapović (BIH), Renaud Geller (BEL) |
| 2013. szeptember 4. 17:45 | (13–15, 8–24, 14–20, 16–20) Jegyzőkönyv |           |                  | Bonifika Hall, Koper Nézőszám: 1050 Játékvezetők: Juris Kokainis (LAT), Ademir Zurapović (BIH), Renaud Geller (BEL) |
| 2013. szeptember 4. 17:45 | Taylor 16                               | Pont      | Spanoulis 13     | Bonifika Hall, Koper Nézőszám: 1050 Játékvezetők: Juris Kokainis (LAT), Ademir Zurapović (BIH), Renaud Geller (BEL) |
| 2013. szeptember 4. 17:45 | Kjellbom 5                              | Lepattanó | Mavrokefalidis 9 | Bonifika Hall, Koper Nézőszám: 1050 Játékvezetők: Juris Kokainis (LAT), Ademir Zurapović (BIH), Renaud Geller (BEL) |
| 2013. szeptember 4. 17:45 | három játékos 2                         | Gólpassz  | Kaimakoglou 3    | Bonifika Hall, Koper Nézőszám: 1050 Játékvezetők: Juris Kokainis (LAT), Ademir Zurapović (BIH), Renaud Geller (BEL) |

| 2013. szeptember 4. 21:00 | Oroszország                              | 69–76     | Olaszország | Bonifika Hall, Koper Nézőszám: 3700 Játékvezetők: Robert Lottermoser (GER), Seffi Shemmesh (ISR), Igor Dragojević (MNE) |
| 2013. szeptember 4. 21:00 | (18–25, 11–17, 13–14, 27–20) Jegyzőkönyv |           |             | Bonifika Hall, Koper Nézőszám: 3700 Játékvezetők: Robert Lottermoser (GER), Seffi Shemmesh (ISR), Igor Dragojević (MNE) |
| 2013. szeptember 4. 21:00 | Shved 17                                 | Pont      | Datome 25   | Bonifika Hall, Koper Nézőszám: 3700 Játékvezetők: Robert Lottermoser (GER), Seffi Shemmesh (ISR), Igor Dragojević (MNE) |
| 2013. szeptember 4. 21:00 | Shved 5                                  | Lepattanó | Cusin 9     | Bonifika Hall, Koper Nézőszám: 3700 Játékvezetők: Robert Lottermoser (GER), Seffi Shemmesh (ISR), Igor Dragojević (MNE) |
| 2013. szeptember 4. 21:00 | Monia 5                                  | Gólpassz  | Belinelli 5 | Bonifika Hall, Koper Nézőszám: 3700 Játékvezetők: Robert Lottermoser (GER), Seffi Shemmesh (ISR), Igor Dragojević (MNE) |

| 2013. szeptember 5. 14:30 | Finnország                              | 81–60     | Svédország | Bonifika Hall, Koper Nézőszám: 1960 Játékvezetők: Robert Lottermoser (GER), Sergiy Zashchuk (UKR), Igor Dragojević (MNE) |
| 2013. szeptember 5. 14:30 | (27–27, 21–4, 19–15, 14–14) Jegyzőkönyv |           |            | Bonifika Hall, Koper Nézőszám: 1960 Játékvezetők: Robert Lottermoser (GER), Sergiy Zashchuk (UKR), Igor Dragojević (MNE) |
| 2013. szeptember 5. 14:30 | Lee 14                                  | Pont      | Taylor 19  | Bonifika Hall, Koper Nézőszám: 1960 Játékvezetők: Robert Lottermoser (GER), Sergiy Zashchuk (UKR), Igor Dragojević (MNE) |
| 2013. szeptember 5. 14:30 | Kotti 8                                 | Lepattanó | Taylor 6   | Bonifika Hall, Koper Nézőszám: 1960 Játékvezetők: Robert Lottermoser (GER), Sergiy Zashchuk (UKR), Igor Dragojević (MNE) |
| 2013. szeptember 5. 14:30 | Koponen 6                               | Gólpassz  | Jerebko 4  | Bonifika Hall, Koper Nézőszám: 1960 Játékvezetők: Robert Lottermoser (GER), Sergiy Zashchuk (UKR), Igor Dragojević (MNE) |

| 2013. szeptember 5. 17:45 | Olaszország                              | 90–75     | Törökország       | Bonifika Hall, Koper Nézőszám: 3000 Játékvezetők: Ademir Zurapović (BIH), Juris Kokainis (LAT), Renaud Geller (BEL) |
| 2013. szeptember 5. 17:45 | (22–19, 22–15, 30–23, 16–18) Jegyzőkönyv |           |                   | Bonifika Hall, Koper Nézőszám: 3000 Játékvezetők: Ademir Zurapović (BIH), Juris Kokainis (LAT), Renaud Geller (BEL) |
| 2013. szeptember 5. 17:45 | Aradori 23                               | Pont      | Aşık, Türkoğlu 12 | Bonifika Hall, Koper Nézőszám: 3000 Játékvezetők: Ademir Zurapović (BIH), Juris Kokainis (LAT), Renaud Geller (BEL) |
| 2013. szeptember 5. 17:45 | Melli 10                                 | Lepattanó | Preldzic 8        | Bonifika Hall, Koper Nézőszám: 3000 Játékvezetők: Ademir Zurapović (BIH), Juris Kokainis (LAT), Renaud Geller (BEL) |
| 2013. szeptember 5. 17:45 | Diener 4                                 | Gólpassz  | három játékos 4   | Bonifika Hall, Koper Nézőszám: 3000 Játékvezetők: Ademir Zurapović (BIH), Juris Kokainis (LAT), Renaud Geller (BEL) |

| 2013. szeptember 5. 21:00 | Görögország                              | 80–71     | Oroszország | Bonifika Hall, Koper Nézőszám: 2500 Játékvezetők: Ilija Belošević (SRB), Marius Ciulin (ROU), Joseph Bissang (FRA) |
| 2013. szeptember 5. 21:00 | (16–21, 25–13, 21–13, 18–24) Jegyzőkönyv |           |             | Bonifika Hall, Koper Nézőszám: 2500 Játékvezetők: Ilija Belošević (SRB), Marius Ciulin (ROU), Joseph Bissang (FRA) |
| 2013. szeptember 5. 21:00 | Spanoulis, Kaimakoglou 11                | Pont      | Shved 17    | Bonifika Hall, Koper Nézőszám: 2500 Játékvezetők: Ilija Belošević (SRB), Marius Ciulin (ROU), Joseph Bissang (FRA) |
| 2013. szeptember 5. 21:00 | Bourousis, Mavrokefalidis 6              | Lepattanó | Karasev 7   | Bonifika Hall, Koper Nézőszám: 2500 Játékvezetők: Ilija Belošević (SRB), Marius Ciulin (ROU), Joseph Bissang (FRA) |
| 2013. szeptember 5. 21:00 | Zisis 6                                  | Gólpassz  | Shved 4     | Bonifika Hall, Koper Nézőszám: 2500 Játékvezetők: Ilija Belošević (SRB), Marius Ciulin (ROU), Joseph Bissang (FRA) |

| 2013. szeptember 7. 14:30 | Oroszország                              | 62–81     | Svédország | Bonifika Hall, Koper Nézőszám: 1630 Játékvezetők: Seffi Shemmesh (ISR), Juris Kokainis (LAT), Igor Dragojević (MNE) |
| 2013. szeptember 7. 14:30 | (15–18, 14–16, 16–18, 17–29) Jegyzőkönyv |           |            | Bonifika Hall, Koper Nézőszám: 1630 Játékvezetők: Seffi Shemmesh (ISR), Juris Kokainis (LAT), Igor Dragojević (MNE) |
| 2013. szeptember 7. 14:30 | Shved 15                                 | Pont      | Taylor 25  | Bonifika Hall, Koper Nézőszám: 1630 Játékvezetők: Seffi Shemmesh (ISR), Juris Kokainis (LAT), Igor Dragojević (MNE) |
| 2013. szeptember 7. 14:30 | Valiev 6                                 | Lepattanó | Jerebko 13 | Bonifika Hall, Koper Nézőszám: 1630 Játékvezetők: Seffi Shemmesh (ISR), Juris Kokainis (LAT), Igor Dragojević (MNE) |
| 2013. szeptember 7. 14:30 | Fridzon, Ponkrashov 4                    | Gólpassz  | Taylor 4   | Bonifika Hall, Koper Nézőszám: 1630 Játékvezetők: Seffi Shemmesh (ISR), Juris Kokainis (LAT), Igor Dragojević (MNE) |

| 2013. szeptember 7. 17:45 | Olaszország                            | 62–44     | Finnország      | Bonifika Hall, Koper Nézőszám: 3170 Játékvezetők: Ilija Belošević (SRB), Marius Ciulin (ROU), Joseph Bissang (FRA) |
| 2013. szeptember 7. 17:45 | (14–17, 17–9, 15–8, 16–10) Jegyzőkönyv |           |                 | Bonifika Hall, Koper Nézőszám: 3170 Játékvezetők: Ilija Belošević (SRB), Marius Ciulin (ROU), Joseph Bissang (FRA) |
| 2013. szeptember 7. 17:45 | Datome 10                              | Pont      | három játékos 8 | Bonifika Hall, Koper Nézőszám: 3170 Játékvezetők: Ilija Belošević (SRB), Marius Ciulin (ROU), Joseph Bissang (FRA) |
| 2013. szeptember 7. 17:45 | Datome, Cinciarini 8                   | Lepattanó | Kotti 7         | Bonifika Hall, Koper Nézőszám: 3170 Játékvezetők: Ilija Belošević (SRB), Marius Ciulin (ROU), Joseph Bissang (FRA) |
| 2013. szeptember 7. 17:45 | Aradori 5                              | Gólpassz  | öt játékos 1    | Bonifika Hall, Koper Nézőszám: 3170 Játékvezetők: Ilija Belošević (SRB), Marius Ciulin (ROU), Joseph Bissang (FRA) |

| 2013. szeptember 7. 21:00 | Törökország                              | 61–84     | Görögország   | Bonifika Hall, Koper Nézőszám: 3010 Játékvezetők: Robert Lottermoser (GER), Ademir Zurapović (BIH), Renaud Geller (BEL) |
| 2013. szeptember 7. 21:00 | (16–21, 19–20, 14–23, 12–20) Jegyzőkönyv |           |               | Bonifika Hall, Koper Nézőszám: 3010 Játékvezetők: Robert Lottermoser (GER), Ademir Zurapović (BIH), Renaud Geller (BEL) |
| 2013. szeptember 7. 21:00 | İlyasova 13                              | Pont      | Bourousis 21  | Bonifika Hall, Koper Nézőszám: 3010 Játékvezetők: Robert Lottermoser (GER), Ademir Zurapović (BIH), Renaud Geller (BEL) |
| 2013. szeptember 7. 21:00 | Gönlüm 8                                 | Lepattanó | Kaimakoglou 6 | Bonifika Hall, Koper Nézőszám: 3010 Játékvezetők: Robert Lottermoser (GER), Ademir Zurapović (BIH), Renaud Geller (BEL) |
| 2013. szeptember 7. 21:00 | Arslan 5                                 | Gólpassz  | Zisis 11      | Bonifika Hall, Koper Nézőszám: 3010 Játékvezetők: Robert Lottermoser (GER), Ademir Zurapović (BIH), Renaud Geller (BEL) |

| 2013. szeptember 8. 14:30 | Finnország                                          | 86–83 (h. u.) | Oroszország      | Bonifika Hall, Koper Nézőszám: 2370 Játékvezetők: Robert Lottermoser (GER), Marius Ciulin (ROU), Igor Dragojević (MNE) |
| 2013. szeptember 8. 14:30 | (16–18, 15–12, 10–16, 26–21, 8–8, 11–8) Jegyzőkönyv |               |                  | Bonifika Hall, Koper Nézőszám: 2370 Játékvezetők: Robert Lottermoser (GER), Marius Ciulin (ROU), Igor Dragojević (MNE) |
| 2013. szeptember 8. 14:30 | Huff 20                                             | Pont          | Shved 25         | Bonifika Hall, Koper Nézőszám: 2370 Játékvezetők: Robert Lottermoser (GER), Marius Ciulin (ROU), Igor Dragojević (MNE) |
| 2013. szeptember 8. 14:30 | Kotti, Salin 10                                     | Lepattanó     | Fridzon 10       | Bonifika Hall, Koper Nézőszám: 2370 Játékvezetők: Robert Lottermoser (GER), Marius Ciulin (ROU), Igor Dragojević (MNE) |
| 2013. szeptember 8. 14:30 | Koponen 11                                          | Gólpassz      | Fridzon, Shved 6 | Bonifika Hall, Koper Nézőszám: 2370 Játékvezetők: Robert Lottermoser (GER), Marius Ciulin (ROU), Igor Dragojević (MNE) |

| 2013. szeptember 8. 17:45 | Görögország                              | 72–81     | Olaszország  | Bonifika Hall, Koper Nézőszám: 3170 Játékvezetők: Ilija Belošević (SRB), Renaud Geller (BEL), Sergiy Zashchuk (UKR) |
| 2013. szeptember 8. 17:45 | (16–16, 22–20, 18–27, 16–18) Jegyzőkönyv |           |              | Bonifika Hall, Koper Nézőszám: 3170 Játékvezetők: Ilija Belošević (SRB), Renaud Geller (BEL), Sergiy Zashchuk (UKR) |
| 2013. szeptember 8. 17:45 | Zisis 16                                 | Pont      | Belinelli 23 | Bonifika Hall, Koper Nézőszám: 3170 Játékvezetők: Ilija Belošević (SRB), Renaud Geller (BEL), Sergiy Zashchuk (UKR) |
| 2013. szeptember 8. 17:45 | Fotsis 5                                 | Lepattanó | Belinelli 7  | Bonifika Hall, Koper Nézőszám: 3170 Játékvezetők: Ilija Belošević (SRB), Renaud Geller (BEL), Sergiy Zashchuk (UKR) |
| 2013. szeptember 8. 17:45 | Sloukas, Zisis 4                         | Gólpassz  | Cinciarini 4 | Bonifika Hall, Koper Nézőszám: 3170 Játékvezetők: Ilija Belošević (SRB), Renaud Geller (BEL), Sergiy Zashchuk (UKR) |

| 2013. szeptember 8. 21:00 | Svédország                               | 74–87     | Törökország | Bonifika Hall, Koper Nézőszám: 1290 Játékvezetők: Ademir Zurapović (BIH), Joseph Bissang (FRA), Seffi Shemmesh (ISR) |
| 2013. szeptember 8. 21:00 | (17–17, 18–23, 23–27, 16–20) Jegyzőkönyv |           |             | Bonifika Hall, Koper Nézőszám: 1290 Játékvezetők: Ademir Zurapović (BIH), Joseph Bissang (FRA), Seffi Shemmesh (ISR) |
| 2013. szeptember 8. 21:00 | Taylor 18                                | Pont      | Arslan 22   | Bonifika Hall, Koper Nézőszám: 1290 Játékvezetők: Ademir Zurapović (BIH), Joseph Bissang (FRA), Seffi Shemmesh (ISR) |
| 2013. szeptember 8. 21:00 | Grant, Kjellbom 5                        | Lepattanó | Gönlüm 6    | Bonifika Hall, Koper Nézőszám: 1290 Játékvezetők: Ademir Zurapović (BIH), Joseph Bissang (FRA), Seffi Shemmesh (ISR) |
| 2013. szeptember 8. 21:00 | Grant 4                                  | Gólpassz  | Preldzic 10 | Bonifika Hall, Koper Nézőszám: 1290 Játékvezetők: Ademir Zurapović (BIH), Joseph Bissang (FRA), Seffi Shemmesh (ISR) |

| 2013. szeptember 9. 14:30 | Görögország                              | 77–86     | Finnország       | Bonifika Hall, Koper Nézőszám: 2300 Játékvezetők: Robert Lottermoser (GER), Ademir Zurapović (BIH), Seffi Shemmesh (ISR) |
| 2013. szeptember 9. 14:30 | (23–22, 12–14, 12–21, 30–29) Jegyzőkönyv |           |                  | Bonifika Hall, Koper Nézőszám: 2300 Játékvezetők: Robert Lottermoser (GER), Ademir Zurapović (BIH), Seffi Shemmesh (ISR) |
| 2013. szeptember 9. 14:30 | Zisis 19                                 | Pont      | Koponen 29       | Bonifika Hall, Koper Nézőszám: 2300 Játékvezetők: Robert Lottermoser (GER), Ademir Zurapović (BIH), Seffi Shemmesh (ISR) |
| 2013. szeptember 9. 14:30 | Mavrokefalidis 7                         | Lepattanó | Kotti 6          | Bonifika Hall, Koper Nézőszám: 2300 Játékvezetők: Robert Lottermoser (GER), Ademir Zurapović (BIH), Seffi Shemmesh (ISR) |
| 2013. szeptember 9. 14:30 | három játékos 3                          | Gólpassz  | Koponen, Salin 3 | Bonifika Hall, Koper Nézőszám: 2300 Játékvezetők: Robert Lottermoser (GER), Ademir Zurapović (BIH), Seffi Shemmesh (ISR) |

| 2013. szeptember 9. 17:45 | Olaszország                              | 82–79     | Svédország | Bonifika Hall, Koper Nézőszám: 1960 Játékvezetők: Marius Ciulin (ROU), Igor Dragojević (MNE), Sergiy Zashchuk (UKR) |
| 2013. szeptember 9. 17:45 | (27–20, 16–28, 20–15, 19–16) Jegyzőkönyv |           |            | Bonifika Hall, Koper Nézőszám: 1960 Játékvezetők: Marius Ciulin (ROU), Igor Dragojević (MNE), Sergiy Zashchuk (UKR) |
| 2013. szeptember 9. 17:45 | Gentile 19                               | Pont      | Taylor 28  | Bonifika Hall, Koper Nézőszám: 1960 Játékvezetők: Marius Ciulin (ROU), Igor Dragojević (MNE), Sergiy Zashchuk (UKR) |
| 2013. szeptember 9. 17:45 | Aradori 7                                | Lepattanó | Jerebko 8  | Bonifika Hall, Koper Nézőszám: 1960 Játékvezetők: Marius Ciulin (ROU), Igor Dragojević (MNE), Sergiy Zashchuk (UKR) |
| 2013. szeptember 9. 17:45 | Gentile 5                                | Gólpassz  | Massamba 5 | Bonifika Hall, Koper Nézőszám: 1960 Játékvezetők: Marius Ciulin (ROU), Igor Dragojević (MNE), Sergiy Zashchuk (UKR) |

| 2013. szeptember 9. 21:00 | Törökország                              | 77–89     | Oroszország    | Bonifika Hall, Koper Nézőszám: 2110 Játékvezetők: Ilija Belošević (SRB), Renaud Geller (BEL), Juris Kokainis (LAT) |
| 2013. szeptember 9. 21:00 | (17–16, 23–23, 17–19, 20–31) Jegyzőkönyv |           |                | Bonifika Hall, Koper Nézőszám: 2110 Játékvezetők: Ilija Belošević (SRB), Renaud Geller (BEL), Juris Kokainis (LAT) |
| 2013. szeptember 9. 21:00 | Savaş 18                                 | Pont      | Karasev 25     | Bonifika Hall, Koper Nézőszám: 2110 Játékvezetők: Ilija Belošević (SRB), Renaud Geller (BEL), Juris Kokainis (LAT) |
| 2013. szeptember 9. 21:00 | Gönlüm, İlyasova 6                       | Lepattanó | négy játékos 5 | Bonifika Hall, Koper Nézőszám: 2110 Játékvezetők: Ilija Belošević (SRB), Renaud Geller (BEL), Juris Kokainis (LAT) |
| 2013. szeptember 9. 21:00 | Arslan, Güler 3                          | Gólpassz  | Shved 9        | Bonifika Hall, Koper Nézőszám: 2110 Játékvezetők: Ilija Belošević (SRB), Renaud Geller (BEL), Juris Kokainis (LAT) |

## Középdöntő
| Jelmagyarázat                                               |
| ----------------------------------------------------------- |
| A csoportok első négy helyezettje bejutott a negyeddöntőbe. |
| A csoportok ötödik, hatodik helyezettjei kiestek.           |

### E csoport
| Csapat        | M | Gy | V | P+  | P–  | Gk  | P |
| ------------- | - | -- | - | --- | --- | --- | - |
| Szerbia       | 5 | 4  | 1 | 371 | 343 | +28 | 9 |
| Litvánia      | 5 | 4  | 1 | 355 | 314 | +41 | 9 |
| Franciaország | 5 | 3  | 2 | 388 | 380 | +8  | 8 |
| Ukrajna       | 5 | 2  | 3 | 325 | 364 | −39 | 7 |
| Belgium       | 5 | 1  | 4 | 318 | 358 | −40 | 6 |
| Lettország    | 5 | 1  | 4 | 362 | 360 | +2  | 6 |

| 2013. szeptember 11. 14:30 | Lettország                               | 85–51     | Ukrajna    | Arena Stožice, Ljubljana Nézőszám: 2140 Játékvezetők: Juan Arteaga (ESP), Srđan Dozai (CRO), Elias Koromilas (GRE) |
| 2013. szeptember 11. 14:30 | (24–11, 18–11, 23–10, 20–19) Jegyzőkönyv |           |            | Arena Stožice, Ljubljana Nézőszám: 2140 Játékvezetők: Juan Arteaga (ESP), Srđan Dozai (CRO), Elias Koromilas (GRE) |
| 2013. szeptember 11. 14:30 | Janičenoks 14                            | Pont      | Gladyr 12  | Arena Stožice, Ljubljana Nézőszám: 2140 Játékvezetők: Juan Arteaga (ESP), Srđan Dozai (CRO), Elias Koromilas (GRE) |
| 2013. szeptember 11. 14:30 | Meiers 10                                | Lepattanó | Kravtsov 6 | Arena Stožice, Ljubljana Nézőszám: 2140 Játékvezetők: Juan Arteaga (ESP), Srđan Dozai (CRO), Elias Koromilas (GRE) |
| 2013. szeptember 11. 14:30 | Bertāns 7                                | Gólpassz  | Mishula 4  | Arena Stožice, Ljubljana Nézőszám: 2140 Játékvezetők: Juan Arteaga (ESP), Srđan Dozai (CRO), Elias Koromilas (GRE) |

| 2013. szeptember 11. 17:45 | Belgium                                  | 69–76     | Szerbia        | Arena Stožice, Ljubljana Nézőszám: 2650 Játékvezetők: Luigi Lamonica (ITA), Christos Christodoulou (GRE), Vicente Bulto (ESP) |
| 2013. szeptember 11. 17:45 | (18–19, 18–21, 15–14, 18–22) Jegyzőkönyv |           |                | Arena Stožice, Ljubljana Nézőszám: 2650 Játékvezetők: Luigi Lamonica (ITA), Christos Christodoulou (GRE), Vicente Bulto (ESP) |
| 2013. szeptember 11. 17:45 | Mukubu 16                                | Pont      | Nen. Krstić 17 | Arena Stožice, Ljubljana Nézőszám: 2650 Játékvezetők: Luigi Lamonica (ITA), Christos Christodoulou (GRE), Vicente Bulto (ESP) |
| 2013. szeptember 11. 17:45 | Hervelle 9                               | Lepattanó | Bjelica 8      | Arena Stožice, Ljubljana Nézőszám: 2650 Játékvezetők: Luigi Lamonica (ITA), Christos Christodoulou (GRE), Vicente Bulto (ESP) |
| 2013. szeptember 11. 17:45 | Tabu, Mukubu 3                           | Gólpassz  | Nen. Krstić 5  | Arena Stožice, Ljubljana Nézőszám: 2650 Játékvezetők: Luigi Lamonica (ITA), Christos Christodoulou (GRE), Vicente Bulto (ESP) |

| 2013. szeptember 11. 21:00 | Litvánia                                 | 76–62     | Franciaország   | Arena Stožice, Ljubljana Nézőszám: 2640 Játékvezetők: Sreten Radović (CRO), Guerrino Cerebuch (ITA), Damir Javor (SLO) |
| 2013. szeptember 11. 21:00 | (16–10, 16–17, 19–15, 25–20) Jegyzőkönyv |           |                 | Arena Stožice, Ljubljana Nézőszám: 2640 Játékvezetők: Sreten Radović (CRO), Guerrino Cerebuch (ITA), Damir Javor (SLO) |
| 2013. szeptember 11. 21:00 | Seibutis 15                              | Pont      | de Colo 12      | Arena Stožice, Ljubljana Nézőszám: 2640 Játékvezetők: Sreten Radović (CRO), Guerrino Cerebuch (ITA), Damir Javor (SLO) |
| 2013. szeptember 11. 21:00 | Kleiza 7                                 | Lepattanó | Batum, Ajinça 6 | Arena Stožice, Ljubljana Nézőszám: 2640 Játékvezetők: Sreten Radović (CRO), Guerrino Cerebuch (ITA), Damir Javor (SLO) |
| 2013. szeptember 11. 21:00 | Kalnietis 7                              | Gólpassz  | Diaw 6          | Arena Stožice, Ljubljana Nézőszám: 2640 Játékvezetők: Sreten Radović (CRO), Guerrino Cerebuch (ITA), Damir Javor (SLO) |

| 2013. szeptember 13. 21:00 | Litvánia                                | 86–67     | Belgium    | Arena Stožice, Ljubljana Nézőszám: 2480 Játékvezetők: Luigi Lamonica (ITA), Srđan Dozai (CRO), Aleksandar Milojević (MKD) |
| 2013. szeptember 13. 21:00 | (18–12, 26–9, 25–14, 17–32) Jegyzőkönyv |           |            | Arena Stožice, Ljubljana Nézőszám: 2480 Játékvezetők: Luigi Lamonica (ITA), Srđan Dozai (CRO), Aleksandar Milojević (MKD) |
| 2013. szeptember 13. 21:00 | Motiejūnas 13                           | Pont      | Tabu 15    | Arena Stožice, Ljubljana Nézőszám: 2480 Játékvezetők: Luigi Lamonica (ITA), Srđan Dozai (CRO), Aleksandar Milojević (MKD) |
| 2013. szeptember 13. 21:00 | Valančiūnas 10                          | Lepattanó | Hervelle 8 | Arena Stožice, Ljubljana Nézőszám: 2480 Játékvezetők: Luigi Lamonica (ITA), Srđan Dozai (CRO), Aleksandar Milojević (MKD) |
| 2013. szeptember 13. 21:00 | Kalnietis 6                             | Gólpassz  | Moors 5    | Arena Stožice, Ljubljana Nézőszám: 2480 Játékvezetők: Luigi Lamonica (ITA), Srđan Dozai (CRO), Aleksandar Milojević (MKD) |

| 2013. szeptember 13. 17:45 | Ukrajna                                  | 82–75     | Szerbia    | Arena Stožice, Ljubljana Nézőszám: 4230 Játékvezetők: Christos Christodoulou (GRE), Sreten Radović (CRO), Chris Dodds (SCO) |
| 2013. szeptember 13. 17:45 | (18–21, 23–19, 22–14, 19–21) Jegyzőkönyv |           |            | Arena Stožice, Ljubljana Nézőszám: 4230 Játékvezetők: Christos Christodoulou (GRE), Sreten Radović (CRO), Chris Dodds (SCO) |
| 2013. szeptember 13. 17:45 | Korniyenko 21                            | Pont      | Bjelica 22 | Arena Stožice, Ljubljana Nézőszám: 4230 Játékvezetők: Christos Christodoulou (GRE), Sreten Radović (CRO), Chris Dodds (SCO) |
| 2013. szeptember 13. 17:45 | Korniyenko 8                             | Lepattanó | Bjelica 10 | Arena Stožice, Ljubljana Nézőszám: 4230 Játékvezetők: Christos Christodoulou (GRE), Sreten Radović (CRO), Chris Dodds (SCO) |
| 2013. szeptember 13. 17:45 | Jeter 4                                  | Gólpassz  | Marković 6 | Arena Stožice, Ljubljana Nézőszám: 4230 Játékvezetők: Christos Christodoulou (GRE), Sreten Radović (CRO), Chris Dodds (SCO) |

| 2013. szeptember 13. 21:00 | Franciaország                            | 102–91    | Lettország          | Arena Stožice, Ljubljana Nézőszám: 4320 Játékvezetők: Juan Arteaga (ESP), Guerrino Cerebuch (ITA), Rüştü Nuran (TUR) |
| 2013. szeptember 13. 21:00 | (31–15, 21–20, 24–30, 26–26) Jegyzőkönyv |           |                     | Arena Stožice, Ljubljana Nézőszám: 4320 Játékvezetők: Juan Arteaga (ESP), Guerrino Cerebuch (ITA), Rüştü Nuran (TUR) |
| 2013. szeptember 13. 21:00 | Ajinça 25                                | Pont      | Bertāns 28          | Arena Stožice, Ljubljana Nézőszám: 4320 Játékvezetők: Juan Arteaga (ESP), Guerrino Cerebuch (ITA), Rüştü Nuran (TUR) |
| 2013. szeptember 13. 21:00 | Batum 10                                 | Lepattanó | Šeļakovs 4          | Arena Stožice, Ljubljana Nézőszám: 4320 Játékvezetők: Juan Arteaga (ESP), Guerrino Cerebuch (ITA), Rüştü Nuran (TUR) |
| 2013. szeptember 13. 21:00 | Batum 6                                  | Gólpassz  | Janičenoks, Šķēle 4 | Arena Stožice, Ljubljana Nézőszám: 4320 Játékvezetők: Juan Arteaga (ESP), Guerrino Cerebuch (ITA), Rüştü Nuran (TUR) |

| 2013. szeptember 15. 14:30 | Lettország                               | 56–60     | Belgium            | Arena Stožice, Ljubljana Nézőszám: 3270 Játékvezetők: Christos Christodoulou (GRE), Damir Javor (SLO), Apostolos Kalpakas (SWE) |
| 2013. szeptember 15. 14:30 | (15–14, 17–18, 10–14, 14–14) Jegyzőkönyv |           |                    | Arena Stožice, Ljubljana Nézőszám: 3270 Játékvezetők: Christos Christodoulou (GRE), Damir Javor (SLO), Apostolos Kalpakas (SWE) |
| 2013. szeptember 15. 14:30 | Freimanis 10                             | Pont      | Massot 14          | Arena Stožice, Ljubljana Nézőszám: 3270 Játékvezetők: Christos Christodoulou (GRE), Damir Javor (SLO), Apostolos Kalpakas (SWE) |
| 2013. szeptember 15. 14:30 | Freimanis 11                             | Lepattanó | Tabu 8             | Arena Stožice, Ljubljana Nézőszám: 3270 Játékvezetők: Christos Christodoulou (GRE), Damir Javor (SLO), Apostolos Kalpakas (SWE) |
| 2013. szeptember 15. 14:30 | Strēlnieks 4                             | Gólpassz  | Tabu, Van Rossom 4 | Arena Stožice, Ljubljana Nézőszám: 3270 Játékvezetők: Christos Christodoulou (GRE), Damir Javor (SLO), Apostolos Kalpakas (SWE) |

| 2013. szeptember 15. 17:45 | Ukrajna                                  | 63–70     | Litvánia               | Arena Stožice, Ljubljana Nézőszám: 4400 Játékvezetők: Juan Arteaga (ESP), Srđan Dozai (CRO), Elias Koromilas (GRE) |
| 2013. szeptember 15. 17:45 | (13–18, 17–14, 16–16, 17–22) Jegyzőkönyv |           |                        | Arena Stožice, Ljubljana Nézőszám: 4400 Játékvezetők: Juan Arteaga (ESP), Srđan Dozai (CRO), Elias Koromilas (GRE) |
| 2013. szeptember 15. 17:45 | Gladyr 18                                | Pont      | Kleiza 15              | Arena Stožice, Ljubljana Nézőszám: 4400 Játékvezetők: Juan Arteaga (ESP), Srđan Dozai (CRO), Elias Koromilas (GRE) |
| 2013. szeptember 15. 17:45 | Kravtsov 9                               | Lepattanó | Kuzminskas, Mačiulis 6 | Arena Stožice, Ljubljana Nézőszám: 4400 Játékvezetők: Juan Arteaga (ESP), Srđan Dozai (CRO), Elias Koromilas (GRE) |
| 2013. szeptember 15. 17:45 | Jeter 8                                  | Gólpassz  | Kalnietis, Seibutis 4  | Arena Stožice, Ljubljana Nézőszám: 4400 Játékvezetők: Juan Arteaga (ESP), Srđan Dozai (CRO), Elias Koromilas (GRE) |

| 2013. szeptember 15. 21:00 | Szerbia                                  | 77–65     | Franciaország   | Arena Stožice, Ljubljana Nézőszám: 4380 Játékvezetők: Luigi Lamonica (ITA), Vicente Bulto (ESP), Rüştü Nuran (TUR) |
| 2013. szeptember 15. 21:00 | (19–17, 19–14, 22–20, 17–14) Jegyzőkönyv |           |                 | Arena Stožice, Ljubljana Nézőszám: 4380 Játékvezetők: Luigi Lamonica (ITA), Vicente Bulto (ESP), Rüştü Nuran (TUR) |
| 2013. szeptember 15. 21:00 | Nen. Krstić 19                           | Pont      | négy játékos 12 | Arena Stožice, Ljubljana Nézőszám: 4380 Játékvezetők: Luigi Lamonica (ITA), Vicente Bulto (ESP), Rüştü Nuran (TUR) |
| 2013. szeptember 15. 21:00 | Kalinić 8                                | Lepattanó | Batum 7         | Arena Stožice, Ljubljana Nézőszám: 4380 Játékvezetők: Luigi Lamonica (ITA), Vicente Bulto (ESP), Rüştü Nuran (TUR) |
| 2013. szeptember 15. 21:00 | Nen. Krstić 4                            | Gólpassz  | Parker 5        | Arena Stožice, Ljubljana Nézőszám: 4380 Játékvezetők: Luigi Lamonica (ITA), Vicente Bulto (ESP), Rüştü Nuran (TUR) |

### F csoport
| Csapat        | M | Gy | V | P+  | P–  | Gk  | P |
| ------------- | - | -- | - | --- | --- | --- | - |
| Horvátország  | 5 | 4  | 1 | 372 | 361 | +11 | 9 |
| Szlovénia     | 5 | 3  | 2 | 385 | 379 | +6  | 8 |
| Olaszország   | 5 | 3  | 2 | 374 | 357 | +17 | 8 |
| Spanyolország | 5 | 2  | 3 | 375 | 339 | +36 | 7 |
| Finnország    | 5 | 2  | 3 | 341 | 385 | −44 | 7 |
| Görögország   | 5 | 1  | 4 | 381 | 407 | −26 | 6 |

| 2013. szeptember 12. 14:30 | Finnország                              | 63–88     | Horvátország | Arena Stožice, Ljubljana Nézőszám: 3020 Játékvezetők: Fernando Rocha (POR), Milivoje Jovčić (SRB), Marius Ciulin (ROU) |
| 2013. szeptember 12. 14:30 | (11–17, 9–22, 18–24, 25–25) Jegyzőkönyv |           |              | Arena Stožice, Ljubljana Nézőszám: 3020 Játékvezetők: Fernando Rocha (POR), Milivoje Jovčić (SRB), Marius Ciulin (ROU) |
| 2013. szeptember 12. 14:30 | Huff 10                                 | Pont      | Rudež 17     | Arena Stožice, Ljubljana Nézőszám: 3020 Játékvezetők: Fernando Rocha (POR), Milivoje Jovčić (SRB), Marius Ciulin (ROU) |
| 2013. szeptember 12. 14:30 | Salin 6                                 | Lepattanó | Markota 11   | Arena Stožice, Ljubljana Nézőszám: 3020 Játékvezetők: Fernando Rocha (POR), Milivoje Jovčić (SRB), Marius Ciulin (ROU) |
| 2013. szeptember 12. 14:30 | Koponen 4                               | Gólpassz  | Draper 4     | Arena Stožice, Ljubljana Nézőszám: 3020 Játékvezetők: Fernando Rocha (POR), Milivoje Jovčić (SRB), Marius Ciulin (ROU) |

| 2013. szeptember 12. 17:45 | Görögország                              | 79–75     | Spanyolország       | Arena Stožice, Ljubljana Nézőszám: 2980 Játékvezetők: Ilija Belošević (SRB), Borys Ryzhyk (UKR), Ademir Zurapović (BIH) |
| 2013. szeptember 12. 17:45 | (16–26, 25–12, 11–19, 27–18) Jegyzőkönyv |           |                     | Arena Stožice, Ljubljana Nézőszám: 2980 Játékvezetők: Ilija Belošević (SRB), Borys Ryzhyk (UKR), Ademir Zurapović (BIH) |
| 2013. szeptember 12. 17:45 | Spanoulis 20                             | Pont      | Fernández, Gasol 20 | Arena Stožice, Ljubljana Nézőszám: 2980 Játékvezetők: Ilija Belošević (SRB), Borys Ryzhyk (UKR), Ademir Zurapović (BIH) |
| 2013. szeptember 12. 17:45 | Kaimakoglou, Printezis 5                 | Lepattanó | Claver 11           | Arena Stožice, Ljubljana Nézőszám: 2980 Játékvezetők: Ilija Belošević (SRB), Borys Ryzhyk (UKR), Ademir Zurapović (BIH) |
| 2013. szeptember 12. 17:45 | Zisis, Spanoulis 3                       | Gólpassz  | Fernández 4         | Arena Stožice, Ljubljana Nézőszám: 2980 Játékvezetők: Ilija Belošević (SRB), Borys Ryzhyk (UKR), Ademir Zurapović (BIH) |

| 2013. szeptember 12. 21:00 | Szlovénia                                | 84–77     | Olaszország | Arena Stožice, Ljubljana Nézőszám: 10000 Játékvezetők: Robert Lottermoser (GER), Olegs Latiševs (LAT), Emin Mogulkoc (TUR) |
| 2013. szeptember 12. 21:00 | (18–21, 27–18, 15–15, 24–23) Jegyzőkönyv |           |             | Arena Stožice, Ljubljana Nézőszám: 10000 Játékvezetők: Robert Lottermoser (GER), Olegs Latiševs (LAT), Emin Mogulkoc (TUR) |
| 2013. szeptember 12. 21:00 | G. Dragić 22                             | Pont      | Gentile 20  | Arena Stožice, Ljubljana Nézőszám: 10000 Játékvezetők: Robert Lottermoser (GER), Olegs Latiševs (LAT), Emin Mogulkoc (TUR) |
| 2013. szeptember 12. 21:00 | Z. Dragić 11                             | Lepattanó | Datome 6    | Arena Stožice, Ljubljana Nézőszám: 10000 Játékvezetők: Robert Lottermoser (GER), Olegs Latiševs (LAT), Emin Mogulkoc (TUR) |
| 2013. szeptember 12. 21:00 | G. Dragić 6                              | Gólpassz  | Belinelli 4 | Arena Stožice, Ljubljana Nézőszám: 10000 Játékvezetők: Robert Lottermoser (GER), Olegs Latiševs (LAT), Emin Mogulkoc (TUR) |

| 2013. szeptember 14. 14:30 | Horvátország                           | 76–68     | Olaszország         | Arena Stožice, Ljubljana Nézőszám: 7340 Játékvezetők: Ilija Belošević (SRB), Borys Ryzhyk (UKR), Joseph Bissang (FRA) |
| 2013. szeptember 14. 14:30 | (8–17, 23–19, 26–9, 19–23) Jegyzőkönyv |           |                     | Arena Stožice, Ljubljana Nézőszám: 7340 Játékvezetők: Ilija Belošević (SRB), Borys Ryzhyk (UKR), Joseph Bissang (FRA) |
| 2013. szeptember 14. 14:30 | Bogdanović 18                          | Pont      | Datome 24           | Arena Stožice, Ljubljana Nézőszám: 7340 Játékvezetők: Ilija Belošević (SRB), Borys Ryzhyk (UKR), Joseph Bissang (FRA) |
| 2013. szeptember 14. 14:30 | Tomić, Žorić 8                         | Lepattanó | Datome 7            | Arena Stožice, Ljubljana Nézőszám: 7340 Játékvezetők: Ilija Belošević (SRB), Borys Ryzhyk (UKR), Joseph Bissang (FRA) |
| 2013. szeptember 14. 14:30 | Ukić 3                                 | Gólpassz  | Belinelli, Diener 3 | Arena Stožice, Ljubljana Nézőszám: 7340 Játékvezetők: Ilija Belošević (SRB), Borys Ryzhyk (UKR), Joseph Bissang (FRA) |

| 2013. szeptember 14. 17:45 | Spanyolország                            | 82–56     | Finnország | Arena Stožice, Ljubljana Nézőszám: 3070 Játékvezetők: Olegs Latiševs (LAT), Milivoje Jovčić (SRB), Renaud Geller (BEL) |
| 2013. szeptember 14. 17:45 | (18–15, 24–15, 15–14, 25–12) Jegyzőkönyv |           |            | Arena Stožice, Ljubljana Nézőszám: 3070 Játékvezetők: Olegs Latiševs (LAT), Milivoje Jovčić (SRB), Renaud Geller (BEL) |
| 2013. szeptember 14. 17:45 | Calderón 23                              | Pont      | Koponen 17 | Arena Stožice, Ljubljana Nézőszám: 3070 Játékvezetők: Olegs Latiševs (LAT), Milivoje Jovčić (SRB), Renaud Geller (BEL) |
| 2013. szeptember 14. 17:45 | Claver, Gasol 7                          | Lepattanó | Lee 6      | Arena Stožice, Ljubljana Nézőszám: 3070 Játékvezetők: Olegs Latiševs (LAT), Milivoje Jovčić (SRB), Renaud Geller (BEL) |
| 2013. szeptember 14. 17:45 | Calderón 5                               | Gólpassz  | Koponen 4  | Arena Stožice, Ljubljana Nézőszám: 3070 Játékvezetők: Olegs Latiševs (LAT), Milivoje Jovčić (SRB), Renaud Geller (BEL) |

| 2013. szeptember 14. 21:00 | Görögország                              | 65–73     | Szlovénia | Arena Stožice, Ljubljana Nézőszám: 10 000 Játékvezetők: Robert Lottermoser (GER), Fernando Rocha (POR), Marius Ciulin (ROU) |
| 2013. szeptember 14. 21:00 | (13–26, 14–17, 19–19, 19–11) Jegyzőkönyv |           |           | Arena Stožice, Ljubljana Nézőszám: 10 000 Játékvezetők: Robert Lottermoser (GER), Fernando Rocha (POR), Marius Ciulin (ROU) |
| 2013. szeptember 14. 21:00 | Spanoulis 21                             | Pont      | Dragić 28 | Arena Stožice, Ljubljana Nézőszám: 10 000 Játékvezetők: Robert Lottermoser (GER), Fernando Rocha (POR), Marius Ciulin (ROU) |
| 2013. szeptember 14. 21:00 | Spanoulis 8                              | Lepattanó | Begić 8   | Arena Stožice, Ljubljana Nézőszám: 10 000 Játékvezetők: Robert Lottermoser (GER), Fernando Rocha (POR), Marius Ciulin (ROU) |
| 2013. szeptember 14. 21:00 | Spanoulis 3                              | Gólpassz  | Dragić 4  | Arena Stožice, Ljubljana Nézőszám: 10 000 Játékvezetők: Robert Lottermoser (GER), Fernando Rocha (POR), Marius Ciulin (ROU) |

| 2013. szeptember 16. 14:30 | Horvátország                                         | 92–88 (h. u.) | Görögország  | Arena Stožice, Ljubljana Nézőszám: 3090 |
| 2013. szeptember 16. 14:30 | (16–17, 20–17, 15–16, 19–20, 7–7, 15–11) Jegyzőkönyv |               |              | Arena Stožice, Ljubljana Nézőszám: 3090 |
| 2013. szeptember 16. 14:30 | Bogdanović 22                                        | Pont          | Bourousis 21 | Arena Stožice, Ljubljana Nézőszám: 3090 |
| 2013. szeptember 16. 14:30 | Tomić 12                                             | Lepattanó     | Bourousis 9  | Arena Stožice, Ljubljana Nézőszám: 3090 |
| 2013. szeptember 16. 14:30 | Ukić 5                                               | Gólpassz      | Zisis 5      | Arena Stožice, Ljubljana Nézőszám: 3090 |

| 2013. szeptember 16. 17:45 | Olaszország                                    | 86–81 (h. u.) | Spanyolország | Arena Stožice, Ljubljana Nézőszám: 4310 |
| 2013. szeptember 16. 17:45 | (24–12, 13–25, 8–19, 25–14, 16–11) Jegyzőkönyv |               |               | Arena Stožice, Ljubljana Nézőszám: 4310 |
| 2013. szeptember 16. 17:45 | Gentile 25                                     | Pont          | Gasol 32      | Arena Stožice, Ljubljana Nézőszám: 4310 |
| 2013. szeptember 16. 17:45 | Cusin 11                                       | Lepattanó     | Gasol 10      | Arena Stožice, Ljubljana Nézőszám: 4310 |
| 2013. szeptember 16. 17:45 | Aradori 3                                      | Gólpassz      | Rodríguez 6   | Arena Stožice, Ljubljana Nézőszám: 4310 |

| 2013. szeptember 16. 21:00 | Finnország                               | 92–76     | Szlovénia         | Arena Stožice, Ljubljana Nézőszám: 10 000 |
| 2013. szeptember 16. 21:00 | (22–26, 20–16, 29–14, 21–20) Jegyzőkönyv |           |                   | Arena Stožice, Ljubljana Nézőszám: 10 000 |
| 2013. szeptember 16. 21:00 | Lee 17                                   | Pont      | Nachbar 15        | Arena Stožice, Ljubljana Nézőszám: 10 000 |
| 2013. szeptember 16. 21:00 | Lee 6                                    | Lepattanó | Vidmar 6          | Arena Stožice, Ljubljana Nézőszám: 10 000 |
| 2013. szeptember 16. 21:00 | Koponen 6                                | Gólpassz  | Lakovič, Blažič 4 | Arena Stožice, Ljubljana Nézőszám: 10 000 |

## Egyenes kieséses szakasz
|  |                |               |                      |                      |    |               |                |                |                |                |               |       |       |
|  | Negyeddöntők   | Negyeddöntők  | Negyeddöntők         |                      |    | Elődöntők     | Elődöntők      | Elődöntők      |                |                | Döntő         | Döntő | Döntő |
|  | Negyeddöntők   | Negyeddöntők  | Negyeddöntők         |                      |    | Elődöntők     | Elődöntők      | Elődöntők      |                |                | Döntő         | Döntő | Döntő |
|  | szeptember 18. |               |                      |                      |    |               |                |                |                |                |               |       |       |
|  |                |               |                      |                      |    |               |                |                |                |                |               |       |       |
|  | E1             | Szerbia       | 60                   |                      |    |               |                |                |                |                |               |       |       |
|  | E1             | Szerbia       | 60                   | szeptember 20        |    |               |                |                |                |                |               |       |       |
|  | F4             | Spanyolország | 90                   |                      |    |               |                |                |                |                |               |       |       |
|  | F4             | Spanyolország | 90                   |                      |    | Spanyolország | Spanyolország  | 72             |                |                |               |       |       |
|  | szeptember 18. |               |                      |                      |    | Spanyolország | Spanyolország  | 72             |                |                |               |       |       |
|  |                |               | Franciaország (h.u.) | Franciaország (h.u.) | 75 |               |                |                |                |                |               |       |       |
|  | F2             | Szlovénia     | Franciaország (h.u.) | Franciaország (h.u.) | 75 | 62            |                |                |                |                |               |       |       |
|  | F2             | Szlovénia     |                      |                      |    | 62            | szeptember 22. |                |                |                |               |       |       |
|  | E3             | Franciaország | 72                   |                      |    |               |                |                |                |                |               |       |       |
|  | E3             | Franciaország | 72                   |                      |    | Franciaország | Franciaország  | 80             |                |                |               |       |       |
|  | szeptember 19. |               |                      |                      |    | Franciaország | Franciaország  | 80             |                |                |               |       |       |
|  |                |               | Litvánia             | Litvánia             | 66 |               |                |                |                |                |               |       |       |
|  | F1             | Horvátország  | Litvánia             | Litvánia             | 66 | 84            |                |                |                |                |               |       |       |
|  | F1             | Horvátország  | szeptember 20.       |                      |    | 84            |                |                |                |                |               |       |       |
|  | E4             | Ukrajna       | 72                   |                      |    |               |                |                |                |                |               |       |       |
|  | E4             | Ukrajna       | 72                   |                      |    | Horvátország  | Horvátország   | 62             | Bronzmérkőzés  | Bronzmérkőzés  | Bronzmérkőzés |       |       |
|  | szeptember 19. |               |                      |                      |    | Horvátország  | Horvátország   | 62             | Bronzmérkőzés  | Bronzmérkőzés  | Bronzmérkőzés |       |       |
|  |                |               | Litvánia             | Litvánia             | 77 |               |                | szeptember 22. | szeptember 22. | szeptember 22. |               |       |       |
|  | E2             | Litvánia      | Litvánia             | Litvánia             | 77 | 81            |                | szeptember 22. | szeptember 22. | szeptember 22. |               |       |       |
|  | E2             | Litvánia      |                      |                      |    |               |                | Spanyolország  | Spanyolország  | 92             |               |       |       |
|  | F3             | Olaszország   | 77                   |                      |    |               |                | Spanyolország  | Spanyolország  | 92             |               |       |       |
|  | F3             | Olaszország   | 77                   |                      |    | Horvátország  | Horvátország   | 66             |                |                |               |       |       |
|  |                |               |                      |                      |    | Horvátország  | Horvátország   | 66             |                |                |               |       |       |

### Negyeddöntők
| 2013. szeptember 18. 17:30 | Szerbia                                 | 60–90     | Spanyolország  | Arena Stožice, Ljubljana Nézőszám: 7610 Játékvezetők: Christos Christodoulou (GRE), Olegs Latiševs (LAT), Srđan Dozai (CRO) |
| 2013. szeptember 18. 17:30 | (5–21, 18–27, 16–25, 21–17) Jegyzőkönyv |           |                | Arena Stožice, Ljubljana Nézőszám: 7610 Játékvezetők: Christos Christodoulou (GRE), Olegs Latiševs (LAT), Srđan Dozai (CRO) |
| 2013. szeptember 18. 17:30 | Anđušić, Katić 11                       | Pont      | Rodríguez 22   | Arena Stožice, Ljubljana Nézőszám: 7610 Játékvezetők: Christos Christodoulou (GRE), Olegs Latiševs (LAT), Srđan Dozai (CRO) |
| 2013. szeptember 18. 17:30 | Bogdanović 7                            | Lepattanó | Rubio 6        | Arena Stožice, Ljubljana Nézőszám: 7610 Játékvezetők: Christos Christodoulou (GRE), Olegs Latiševs (LAT), Srđan Dozai (CRO) |
| 2013. szeptember 18. 17:30 | Micić 3                                 | Gólpassz  | Gasol, Rubio 6 | Arena Stožice, Ljubljana Nézőszám: 7610 Játékvezetők: Christos Christodoulou (GRE), Olegs Latiševs (LAT), Srđan Dozai (CRO) |

| 2013. szeptember 18. 21:00 | Szlovénia                                | 62–72     | Franciaország | Arena Stožice, Ljubljana Nézőszám: 10 000 Játékvezetők: Luigi Lamonica (ITA), Robert Lottermoser (GER), Borys Ryzhyk (UKR) |
| 2013. szeptember 18. 21:00 | (12–10, 12–16, 21–24, 17–22) Jegyzőkönyv |           |               | Arena Stožice, Ljubljana Nézőszám: 10 000 Játékvezetők: Luigi Lamonica (ITA), Robert Lottermoser (GER), Borys Ryzhyk (UKR) |
| 2013. szeptember 18. 21:00 | G. Dragić 16                             | Pont      | Parker 27     | Arena Stožice, Ljubljana Nézőszám: 10 000 Játékvezetők: Luigi Lamonica (ITA), Robert Lottermoser (GER), Borys Ryzhyk (UKR) |
| 2013. szeptember 18. 21:00 | Vidmar 8                                 | Lepattanó | Ajinça 9      | Arena Stožice, Ljubljana Nézőszám: 10 000 Játékvezetők: Luigi Lamonica (ITA), Robert Lottermoser (GER), Borys Ryzhyk (UKR) |
| 2013. szeptember 18. 21:00 | G. Dragić 6                              | Gólpassz  | Diaw 3        | Arena Stožice, Ljubljana Nézőszám: 10 000 Játékvezetők: Luigi Lamonica (ITA), Robert Lottermoser (GER), Borys Ryzhyk (UKR) |

| 2013. szeptember 19. 17:45 | Horvátország                             | 84–72     | Ukrajna  | Arena Stožice, Ljubljana Nézőszám: 7700 Játékvezetők: Juan Arteaga (ESP), Olegs Latiševs (LAT), Emin Mogulkoc (TUR) |
| 2013. szeptember 19. 17:45 | (22–22, 29–13, 19–26, 14–11) Jegyzőkönyv |           |          | Arena Stožice, Ljubljana Nézőszám: 7700 Játékvezetők: Juan Arteaga (ESP), Olegs Latiševs (LAT), Emin Mogulkoc (TUR) |
| 2013. szeptember 19. 17:45 | Simon 23                                 | Pont      | Jeter 19 | Arena Stožice, Ljubljana Nézőszám: 7700 Játékvezetők: Juan Arteaga (ESP), Olegs Latiševs (LAT), Emin Mogulkoc (TUR) |
| 2013. szeptember 19. 17:45 | Ukić 5                                   | Lepattanó | Gladyr 9 | Arena Stožice, Ljubljana Nézőszám: 7700 Játékvezetők: Juan Arteaga (ESP), Olegs Latiševs (LAT), Emin Mogulkoc (TUR) |
| 2013. szeptember 19. 17:45 | Draper 6                                 | Gólpassz  | Jeter 6  | Arena Stožice, Ljubljana Nézőszám: 7700 Játékvezetők: Juan Arteaga (ESP), Olegs Latiševs (LAT), Emin Mogulkoc (TUR) |

| 2013. szeptember 19. 21:00 | Litvánia                                 | 81–77     | Olaszország  | Arena Stožice, Ljubljana Nézőszám: 8210 Játékvezetők: Ilija Belošević (SRB), Vicente Bulto (ESP), Damir Javor (SLO) |
| 2013. szeptember 19. 21:00 | (22–15, 18–24, 17–19, 24–19) Jegyzőkönyv |           |              | Arena Stožice, Ljubljana Nézőszám: 8210 Játékvezetők: Ilija Belošević (SRB), Vicente Bulto (ESP), Damir Javor (SLO) |
| 2013. szeptember 19. 21:00 | Seibutis, Kalnietis 17                   | Pont      | Belinelli 22 | Arena Stožice, Ljubljana Nézőszám: 8210 Játékvezetők: Ilija Belošević (SRB), Vicente Bulto (ESP), Damir Javor (SLO) |
| 2013. szeptember 19. 21:00 | Kalnietis 7                              | Lepattanó | Cusin 8      | Arena Stožice, Ljubljana Nézőszám: 8210 Játékvezetők: Ilija Belošević (SRB), Vicente Bulto (ESP), Damir Javor (SLO) |
| 2013. szeptember 19. 21:00 | Mačiulis, Kalnietis 5                    | Gólpassz  | Cinciarini 3 | Arena Stožice, Ljubljana Nézőszám: 8210 Játékvezetők: Ilija Belošević (SRB), Vicente Bulto (ESP), Damir Javor (SLO) |

### Az 5–8. helyért
| 2013. szeptember 19. 14:30 | Szerbia                                  | 74–92     | Szlovénia    | Arena Stožice, Ljubljana Nézőszám: 5730 Játékvezetők: Fernando Rocha (POR), Elias Koromilas (GRE), Chris Dodds (SCO) |
| 2013. szeptember 19. 14:30 | (16–30, 19–23, 20–18, 19–21) Jegyzőkönyv |           |              | Arena Stožice, Ljubljana Nézőszám: 5730 Játékvezetők: Fernando Rocha (POR), Elias Koromilas (GRE), Chris Dodds (SCO) |
| 2013. szeptember 19. 14:30 | Nen. Krstić 16                           | Pont      | Z. Dragić 23 | Arena Stožice, Ljubljana Nézőszám: 5730 Játékvezetők: Fernando Rocha (POR), Elias Koromilas (GRE), Chris Dodds (SCO) |
| 2013. szeptember 19. 14:30 | Bjelica 7                                | Lepattanó | Z. Dragić 9  | Arena Stožice, Ljubljana Nézőszám: 5730 Játékvezetők: Fernando Rocha (POR), Elias Koromilas (GRE), Chris Dodds (SCO) |
| 2013. szeptember 19. 14:30 | Micić 4                                  | Gólpassz  | G. Dragić 5  | Arena Stožice, Ljubljana Nézőszám: 5730 Játékvezetők: Fernando Rocha (POR), Elias Koromilas (GRE), Chris Dodds (SCO) |

| 2013. szeptember 20. 14:30 | Olaszország                                       | 58–66     | Ukrajna         | Arena Stožice, Ljubljana Nézőszám: 3070 Játékvezetők: Juan Arteaga (ESP), Srđan Dozai (CRO), Rüştü Nuran (TUR) |
| 2013. szeptember 20. 14:30 | (17–13, 17–22, 14–16, 10–15) Boscore Jegyzőkönyv] |           |                 | Arena Stožice, Ljubljana Nézőszám: 3070 Játékvezetők: Juan Arteaga (ESP), Srđan Dozai (CRO), Rüştü Nuran (TUR) |
| 2013. szeptember 20. 14:30 | Aradori 15                                        | Pont      | Jeter 20        | Arena Stožice, Ljubljana Nézőszám: 3070 Játékvezetők: Juan Arteaga (ESP), Srđan Dozai (CRO), Rüştü Nuran (TUR) |
| 2013. szeptember 20. 14:30 | Aradori 9                                         | Lepattanó | három játékos 6 | Arena Stožice, Ljubljana Nézőszám: 3070 Játékvezetők: Juan Arteaga (ESP), Srđan Dozai (CRO), Rüştü Nuran (TUR) |
| 2013. szeptember 20. 14:30 | Cinciarini 4                                      | Gólpassz  | Jeter 4         | Arena Stožice, Ljubljana Nézőszám: 3070 Játékvezetők: Juan Arteaga (ESP), Srđan Dozai (CRO), Rüştü Nuran (TUR) |

### Elődöntők
| 2013. szeptember 20. 17:45 | Litvánia                                         | 77–62     | Horvátország  | Arena Stožice, Ljubljana Nézőszám: 9180 Játékvezetők: Luigi Lamonica (ITA), Robert Lottermoser (GER), Christos Christodoulou (GRE) |
| 2013. szeptember 20. 17:45 | (24–19, 16–18, 21–8, 16–17) Boscore Jegyzőkönyv] |           |               | Arena Stožice, Ljubljana Nézőszám: 9180 Játékvezetők: Luigi Lamonica (ITA), Robert Lottermoser (GER), Christos Christodoulou (GRE) |
| 2013. szeptember 20. 17:45 | Mačiulis 23                                      | Pont      | Bogdanović 15 | Arena Stožice, Ljubljana Nézőszám: 9180 Játékvezetők: Luigi Lamonica (ITA), Robert Lottermoser (GER), Christos Christodoulou (GRE) |
| 2013. szeptember 20. 17:45 | Kleiza 11                                        | Lepattanó | Ukić 7        | Arena Stožice, Ljubljana Nézőszám: 9180 Játékvezetők: Luigi Lamonica (ITA), Robert Lottermoser (GER), Christos Christodoulou (GRE) |
| 2013. szeptember 20. 17:45 | Kalnietis, Seibutis 4                            | Gólpassz  | Ukić 5        | Arena Stožice, Ljubljana Nézőszám: 9180 Játékvezetők: Luigi Lamonica (ITA), Robert Lottermoser (GER), Christos Christodoulou (GRE) |

| 2013. szeptember 20. 21:00 | Spanyolország                                 | 72–75 (h. u.) | Franciaország   | Arena Stožice, Ljubljana Nézőszám: 9060 Játékvezetők: Ilija Belošević (SRB), Olegs Latiševs (LAT), Damir Javor (SLO) |
| 2013. szeptember 20. 21:00 | (18–14, 16–6, 15–23, 16–22, 7–10) Jegyzőkönyv |               |                 | Arena Stožice, Ljubljana Nézőszám: 9060 Játékvezetők: Ilija Belošević (SRB), Olegs Latiševs (LAT), Damir Javor (SLO) |
| 2013. szeptember 20. 21:00 | Gasol 19                                      | Pont          | Parker 32       | Arena Stožice, Ljubljana Nézőszám: 9060 Játékvezetők: Ilija Belošević (SRB), Olegs Latiševs (LAT), Damir Javor (SLO) |
| 2013. szeptember 20. 21:00 | Gasol 9                                       | Lepattanó     | Piétrus, Diaw 8 | Arena Stožice, Ljubljana Nézőszám: 9060 Játékvezetők: Ilija Belošević (SRB), Olegs Latiševs (LAT), Damir Javor (SLO) |
| 2013. szeptember 20. 21:00 | Rodríguez 9                                   | Gólpassz      | Diaw 3          | Arena Stožice, Ljubljana Nézőszám: 9060 Játékvezetők: Ilija Belošević (SRB), Olegs Latiševs (LAT), Damir Javor (SLO) |

### A 7. helyért
| 2013. szeptember 21. 17:30 | Szerbia                                  | 76–64     | Olaszország  | Arena Stožice, Ljubljana Nézőszám: 4030 Játékvezetők: Robert Lottermoser (GER), Borys Ryzhyk (UKR), Vicente Bulto (ESP) |
| 2013. szeptember 21. 17:30 | (27–11, 14–16, 14–17, 21–20) Jegyzőkönyv |           |              | Arena Stožice, Ljubljana Nézőszám: 4030 Játékvezetők: Robert Lottermoser (GER), Borys Ryzhyk (UKR), Vicente Bulto (ESP) |
| 2013. szeptember 21. 17:30 | Nen. Krstić 17                           | Pont      | Datome 19    | Arena Stožice, Ljubljana Nézőszám: 4030 Játékvezetők: Robert Lottermoser (GER), Borys Ryzhyk (UKR), Vicente Bulto (ESP) |
| 2013. szeptember 21. 17:30 | Bjelica 10                               | Lepattanó | Cinciarini 5 | Arena Stožice, Ljubljana Nézőszám: 4030 Játékvezetők: Robert Lottermoser (GER), Borys Ryzhyk (UKR), Vicente Bulto (ESP) |
| 2013. szeptember 21. 17:30 | Nedović, Bjelica 4                       | Gólpassz  | Cinciarini 6 | Arena Stožice, Ljubljana Nézőszám: 4030 Játékvezetők: Robert Lottermoser (GER), Borys Ryzhyk (UKR), Vicente Bulto (ESP) |

### Az 5. helyért
| 2013. szeptember 21. 21:00 | Szlovénia                               | 69–63     | Ukrajna                 | Arena Stožice, Ljubljana Nézőszám: 10 000 Játékvezetők: Christos Christodoulou (GRE), Fernando Rocha (POR), Milivoje Jovčić (SRB) |
| 2013. szeptember 21. 21:00 | (16–23, 24–13, 14–8, 15–19) Jegyzőkönyv |           |                         | Arena Stožice, Ljubljana Nézőszám: 10 000 Játékvezetők: Christos Christodoulou (GRE), Fernando Rocha (POR), Milivoje Jovčić (SRB) |
| 2013. szeptember 21. 21:00 | G. Dragić 19                            | Pont      | Jeter, Zaytsev 12       | Arena Stožice, Ljubljana Nézőszám: 10 000 Játékvezetők: Christos Christodoulou (GRE), Fernando Rocha (POR), Milivoje Jovčić (SRB) |
| 2013. szeptember 21. 21:00 | G. Dragić 7                             | Lepattanó | Natyazhko, Korniyenko 7 | Arena Stožice, Ljubljana Nézőszám: 10 000 Játékvezetők: Christos Christodoulou (GRE), Fernando Rocha (POR), Milivoje Jovčić (SRB) |
| 2013. szeptember 21. 21:00 | G. Dragić 4                             | Gólpassz  | Jeter 4                 | Arena Stožice, Ljubljana Nézőszám: 10 000 Játékvezetők: Christos Christodoulou (GRE), Fernando Rocha (POR), Milivoje Jovčić (SRB) |

### Bronzmérkőzés
| 2013. szeptember 22. 17:30 | Spanyolország                            | 92–66     | Horvátország   | Arena Stožice, Ljubljana Nézőszám: 6050 Játékvezetők: Robert Lottermoser (GER), Christos Christodoulou (GRE), Olegs Latiševs (LAT) |
| 2013. szeptember 22. 17:30 | (23–18, 24–18, 16–12, 29–18) Jegyzőkönyv |           |                | Arena Stožice, Ljubljana Nézőszám: 6050 Játékvezetők: Robert Lottermoser (GER), Christos Christodoulou (GRE), Olegs Latiševs (LAT) |
| 2013. szeptember 22. 17:30 | Llull 21                                 | Pont      | Bogdanović 22  | Arena Stožice, Ljubljana Nézőszám: 6050 Játékvezetők: Robert Lottermoser (GER), Christos Christodoulou (GRE), Olegs Latiševs (LAT) |
| 2013. szeptember 22. 17:30 | Gasol 8                                  | Lepattanó | Žorić 6        | Arena Stožice, Ljubljana Nézőszám: 6050 Játékvezetők: Robert Lottermoser (GER), Christos Christodoulou (GRE), Olegs Latiševs (LAT) |
| 2013. szeptember 22. 17:30 | Rubio 6                                  | Gólpassz  | Draper, Ukić 4 | Arena Stožice, Ljubljana Nézőszám: 6050 Játékvezetők: Robert Lottermoser (GER), Christos Christodoulou (GRE), Olegs Latiševs (LAT) |

### Döntő
| 2013. szeptember 22. 21:00 | Franciaország                            | 80–66     | Litvánia        | Arena Stožice, Ljubljana Nézőszám: 10 000 Játékvezetők: Luigi Lamonica (ITA), Juan Arteaga (ESP), Ilija Belosevic (SRB) |
| 2013. szeptember 22. 21:00 | (19–22, 31–12, 18–16, 12–16) Jegyzőkönyv |           |                 | Arena Stožice, Ljubljana Nézőszám: 10 000 Játékvezetők: Luigi Lamonica (ITA), Juan Arteaga (ESP), Ilija Belosevic (SRB) |
| 2013. szeptember 22. 21:00 | Batum 17                                 | Pont      | Kleiza 20       | Arena Stožice, Ljubljana Nézőszám: 10 000 Játékvezetők: Luigi Lamonica (ITA), Juan Arteaga (ESP), Ilija Belosevic (SRB) |
| 2013. szeptember 22. 21:00 | Ajinça 10                                | Lepattanó | Mačiulis 6      | Arena Stožice, Ljubljana Nézőszám: 10 000 Játékvezetők: Luigi Lamonica (ITA), Juan Arteaga (ESP), Ilija Belosevic (SRB) |
| 2013. szeptember 22. 21:00 | Diaw 4                                   | Gólpassz  | három játékos 2 | Arena Stožice, Ljubljana Nézőszám: 10 000 Játékvezetők: Luigi Lamonica (ITA), Juan Arteaga (ESP), Ilija Belosevic (SRB) |

| A 2013-as férfi kosárlabda-Európa-bajnokság győztese |
| ---------------------------------------------------- |
| · Franciaország · 1. cím                             |